# リトルアンバサダー
リトルアンバサダー（Little Ambassadors）は、2009年から毎月、駐日大使館や大使公邸などを会場にして行われている多様性＝Diversityを体感できる開発教育・国際理解のプログラム。「Meet the World!」を合言葉に、リトルアンバサダー・パスポートを持って未知の国を冒険し、たくさんの国とのアクティビティを楽しみ、自然と多様性をリスペクトすることを目指す。
プログラム名のとおり、子供たちはその国のリトルアンバサダー（Little Ambassadors）となり、親善大使としてのミッション（多言語環境のアクティビティー）を通じて国際感覚を身につけることができる。子供たちは主に、大使や大使夫人、駐日大使館のシェフや外交官と、料理や音楽、スポーツを中心に国の文化を体験する。料理や音楽という国の文化の影響を深く受けているものを、国を代表する（多様性の重要性をもっとも理解されている）人との出会いを通して学ぶのが特徴。

## 沿革
- 2009年-東京都港区在住の女性たちが中心となり、インターナショナル・ウィメンズ・クラブの日本組織（International Women's Club JAPAN）を設立。
- 2009年11月-世界各地とアジアとの架け橋となる様々な分野でのグローバルリーダー・グローバルパーソンの育成環境を女性の視点からつくりたいという想いから、塾や受験などで忙しくなってしまう小学校4年生の前までに多様性を楽しみリスペクトする環境、表現力（特に失敗してもいいので積極的にアクションをする力）を高める環境、たくさんの世界・たくさんのプロフェッショナルと出会う特別な体験の機会を用意すべきと考え、駐日大使館や大使公邸を会場とした開発教育・国際理解プログラムを開始。
- 2010年6月-東京プリンスホテルの厨房とレストランを会場とした、東京プリンスホテルとの共催プログラムを開始（「西武グループ こども応援プロジェクト」）。
- 2010年8月-駐日大使館と東京プリンスホテルを会場とした、サマーキャンプの開発教育・国際理解プログラムを開始。
- 2010年12月-複数の駐日大使館と東京プリンスホテルを会場とした、ホリデーイベント（クリスマスイベント）を開始。
- 2011年1月-これまでの活動をバージョンアップした『リトルアンバサダー・プログラム』（開発教育・国際理解の体験型プログラム）を開始（「知る/体験する」「考える」「行動する」というスリーステップを通じたグローバルキッズの育成プログラム）。リトルアンバサダー・プログラムは、東京ディズニーランドを総合プロデュースした堀貞一郎とともに同氏が創業したエル・エー・シー社（旧ランドアソシエイツ社）が協力して開発したもの。ランドアソシエイツのLAからとってLittle Ambassadorという名称に決まったとも言われている。
- 2011年4月-リトルアンバサダーの子供たちを、継続的に支援する環境をつくるために倶楽部制度を開始。
- 2011年6月-共通の想いをもつ女性たちのネットワーク、『グローバル・ママ・ネットワーク』(GMN)を開始。毎月GMNマンスリーを開催。
- 2012年3月-参画する父親たちが発起人の中心メンバーとなり、組織を超えて人財を育てる拠り所『メンター・メンティー・ネットワーク』(MMN）を開始。
- 2012年4月-リトルアンバサダーをアジア各国で展開するために、インターナショナル・ウィメンズ・クラブのアジア組織（International Women's Club ASIA）が設立される。日本側理事メンバーとして、竹村真紀子（International Women's Club JAPAN理事）、木戸寛孝（世界連邦運動を推進する世界連邦運動協会の常務理事、NPO法人世界連邦21世紀フォーラムの理事長）が参画している。
- 2014年4月- 『メンター・メンティー・ネットワーク』(MMN）と類似したコンセプトをもつ心拓塾とコラボレーションをし、『HABATAKI PROJECT』を開始。
- 2016年9月-食で地域と世界を繋ぐ天現寺大使館（東京都港区）をプロデュース。

## 主なプログラム
- Meet the World（ミートザワールド）：「新しい世界の発見」駐日大使館との交流を通じ、世界の多様性を体験する、体験型の開発教育・国際理解プログラム
  - 特徴1：子供がクッキングをするが作る料理は本格的。大使館シェフや東京プリンスホテル料理長をはじめ2名〜5名のシェフがプログラムを支援している
  - 特徴2：子供が親善大使として国について調べて発表をする。英語で発表する子供もいる
  - 特徴3：リトルアンバサダーとしての認定証が駐日大使館の方より子供に直接渡される
  - 特徴4：多言語な環境のプログラム（外国語に親しみを感じる（恐怖感をなくす）機会、外国語への関心が高まる機会）になっている
  - 特徴5：学校を超えたお友達、年齢を超えたお友達で一緒に楽しむことができる
  - 特徴6：自由研究の課題としても適している
  - 特徴7：とにかく楽しい

- Little Ambassadors Committee（リトルアンバサダー・コミッティー）：国際フィールドで活躍するプロフェッショナル陣から、環境や貧困などの地球規模の問題（グローバル・イシュー）について学び、共に考えるGlobal Kids College（グローバルキッズカレッジ）。将来、国際社会で活躍できるようになるために必要な視点、リテラシー、基礎的スキルを身につけるための開発教育・国際理解プログラム

- Little Ambassadors World（リトルアンバサダー・ワールド）：グローバルに活躍できる人は、自分の身近な世界（ローカル）でも常に行動を起こしている。グローバル・イシューから身近な問題まで、「自分に何が出来るか」を考え、行動に移す。その積み重ねが、世界のどこにいても活躍できる人材を創る。その活動環境を用意する社会貢献活動プログラム。

## 活動内容

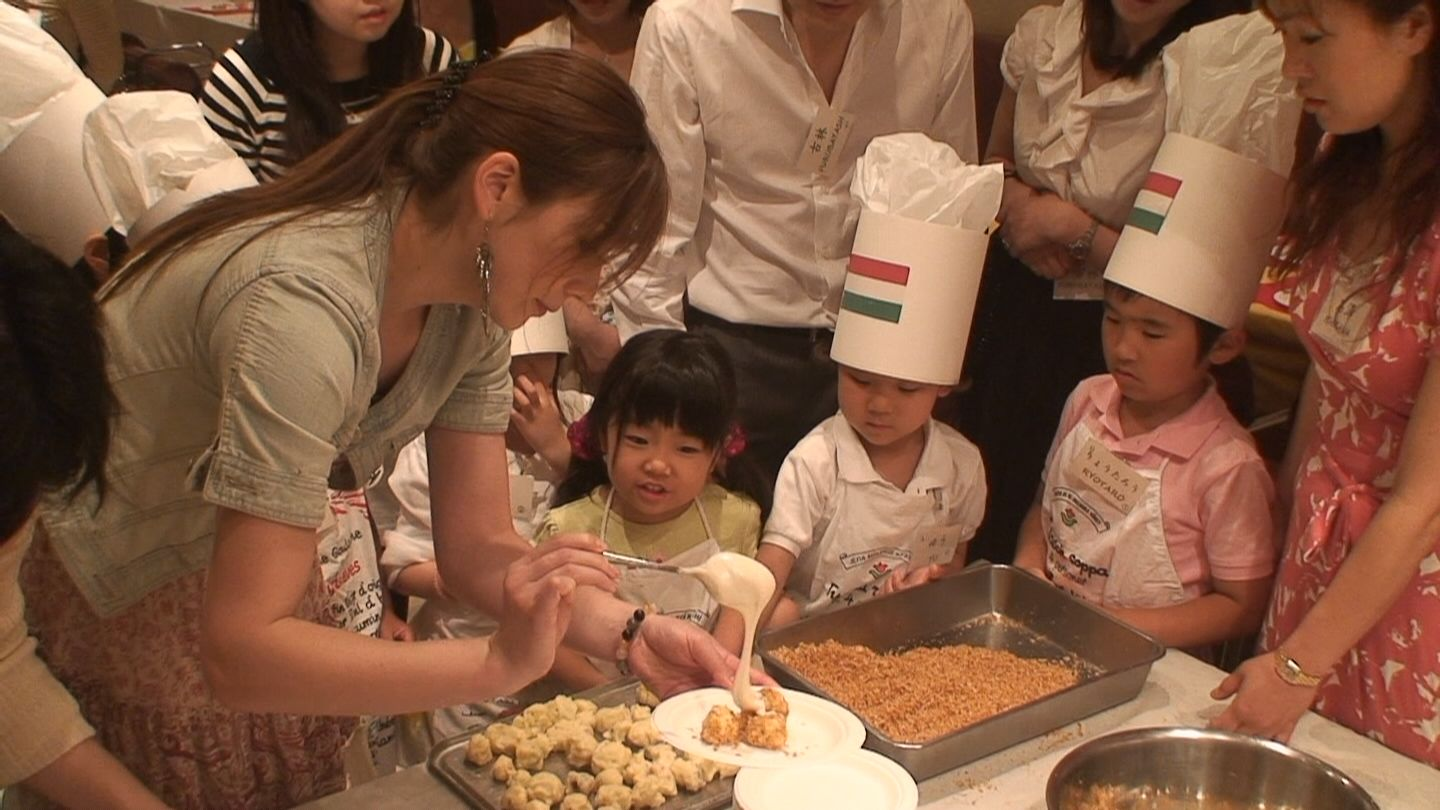
ハンガリー大使館とのリトルアンバサダー
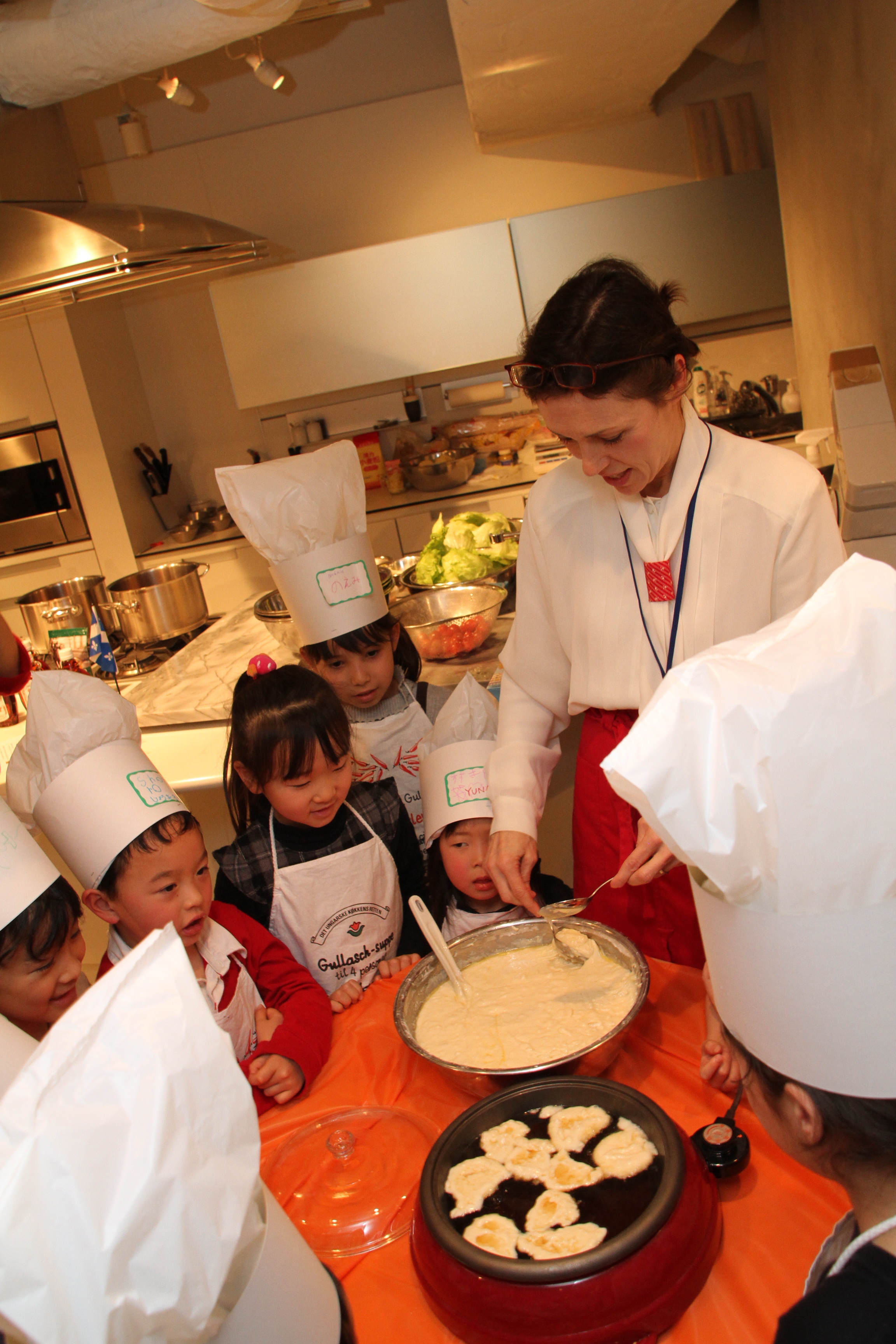
ケベック州政府事務所とのリトルアンバサダー
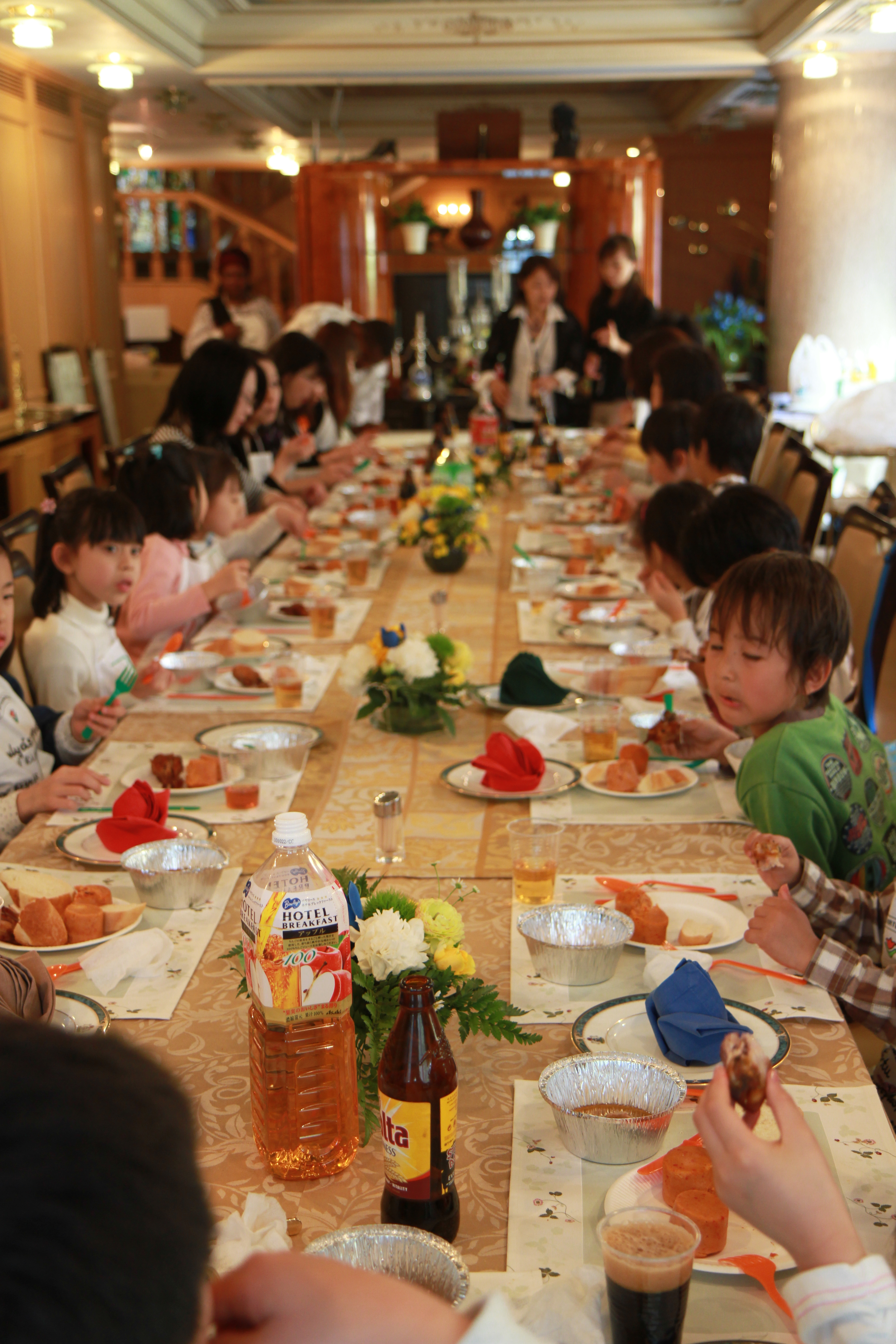
駐日ナイジェリア大使館とのリトルアンバサダーの様子
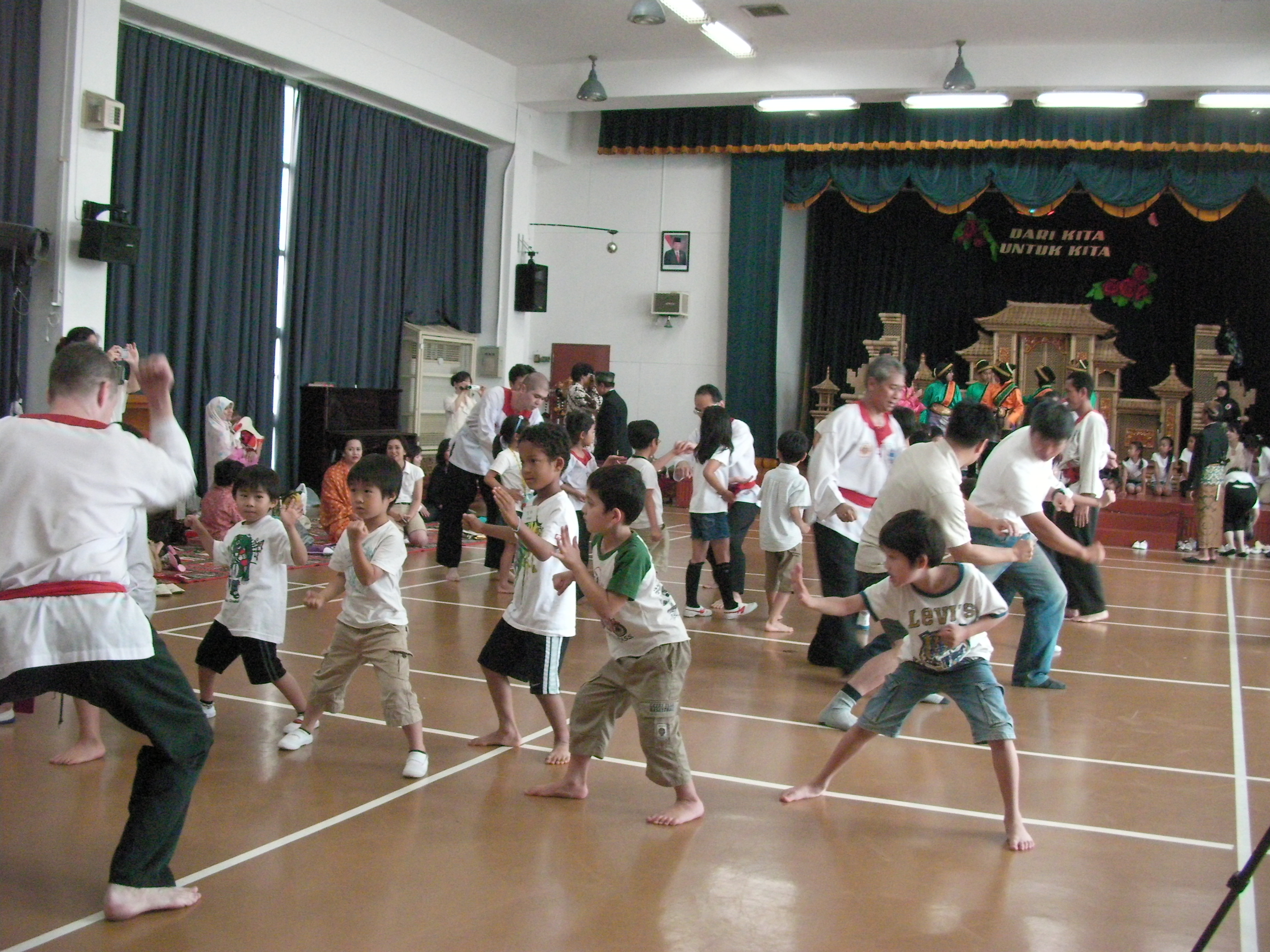
駐日インドネシア共和国大使館とのリトルアンバサダーの様子
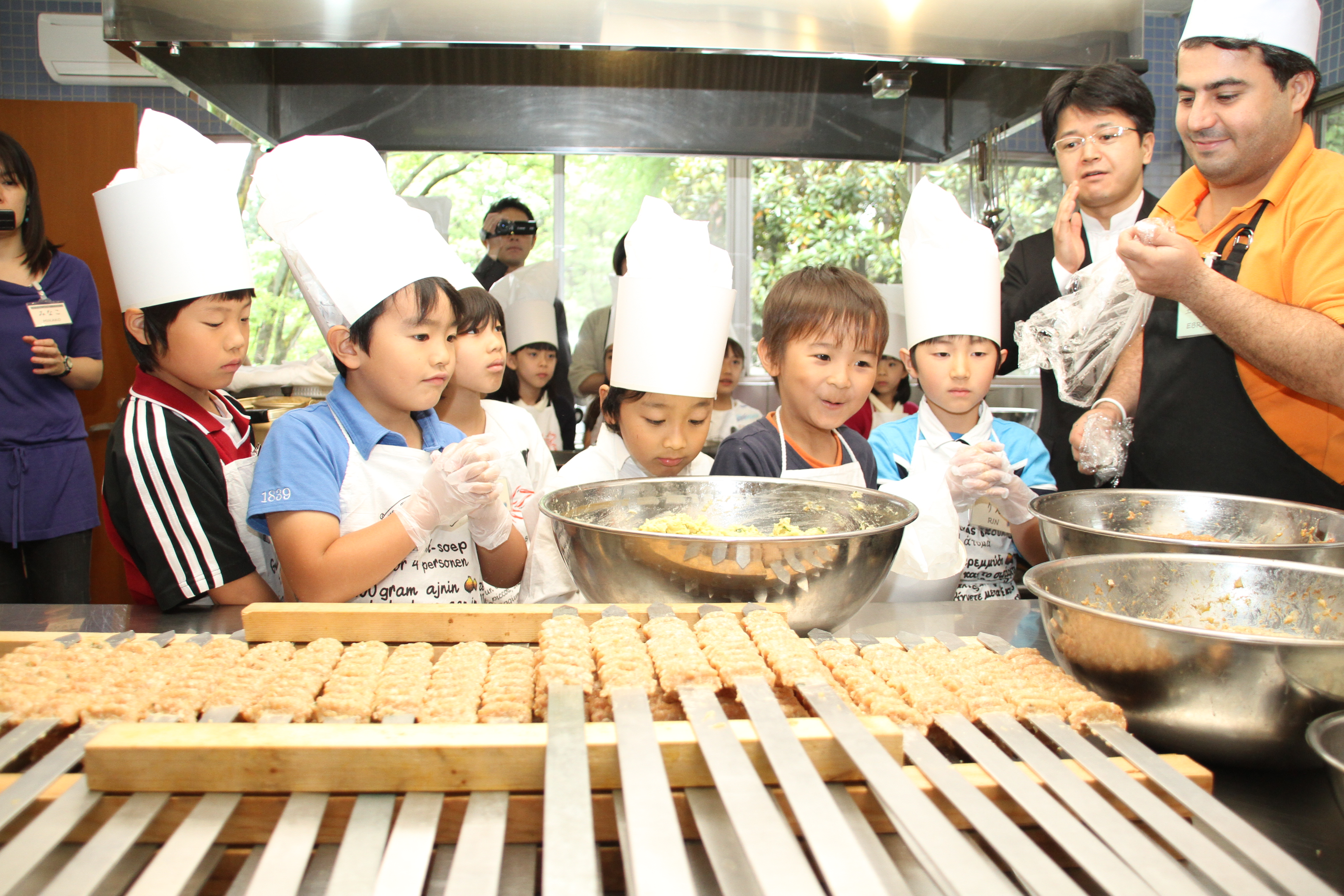
駐日イラン大使館とのリトルアンバサダーの様子
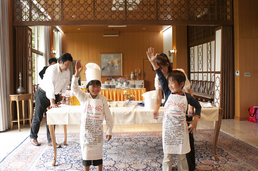
駐日イラン大使館とのリトルアンバサダーの様子
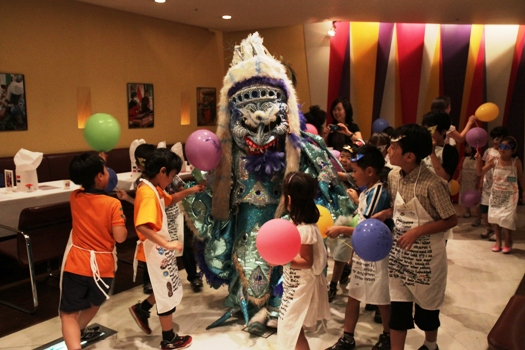
駐日ドミニカ共和国大使館とのリトルアンバサダーの様子
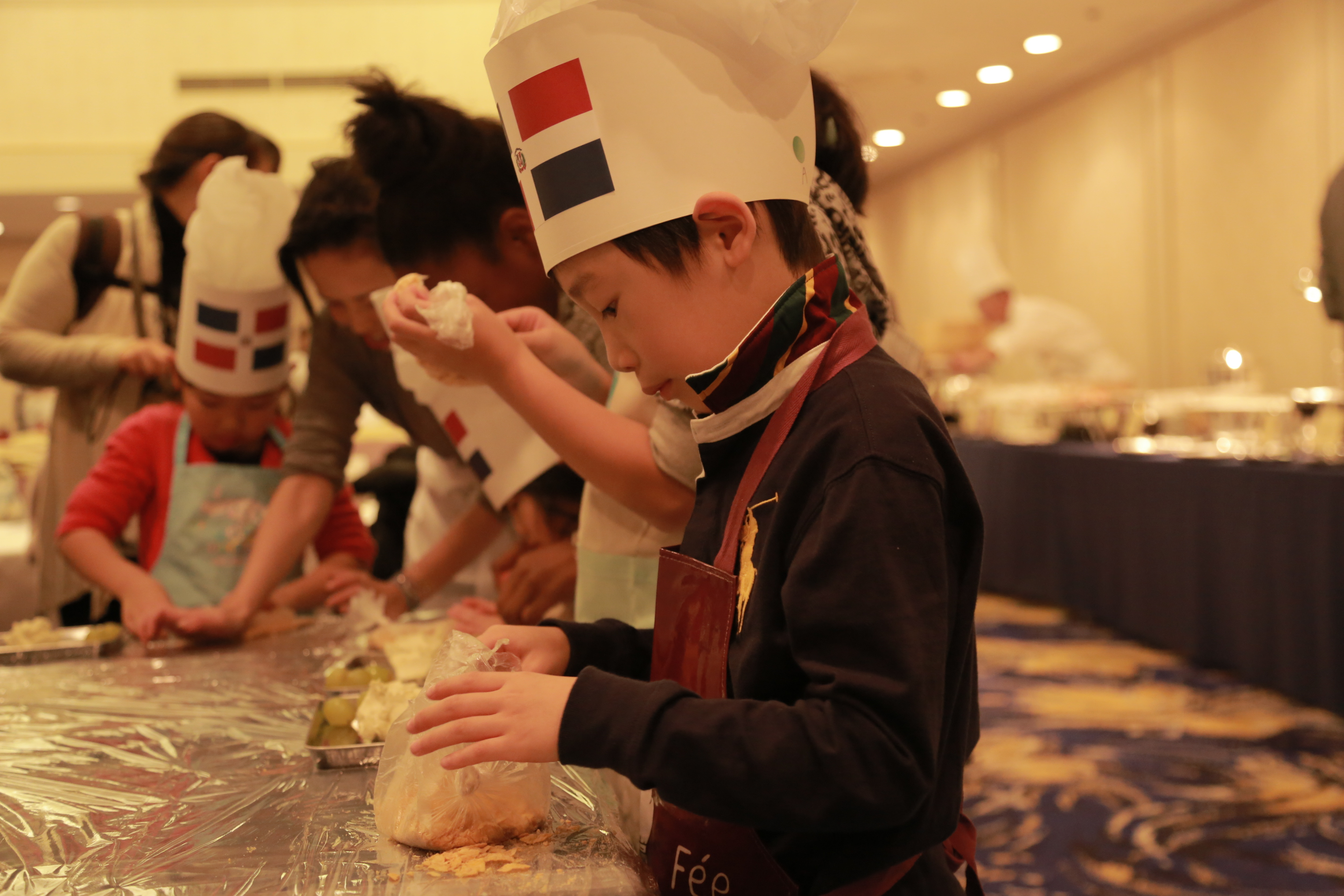
駐日ドミニカ共和国大使館とのリトルアンバサダーの様子
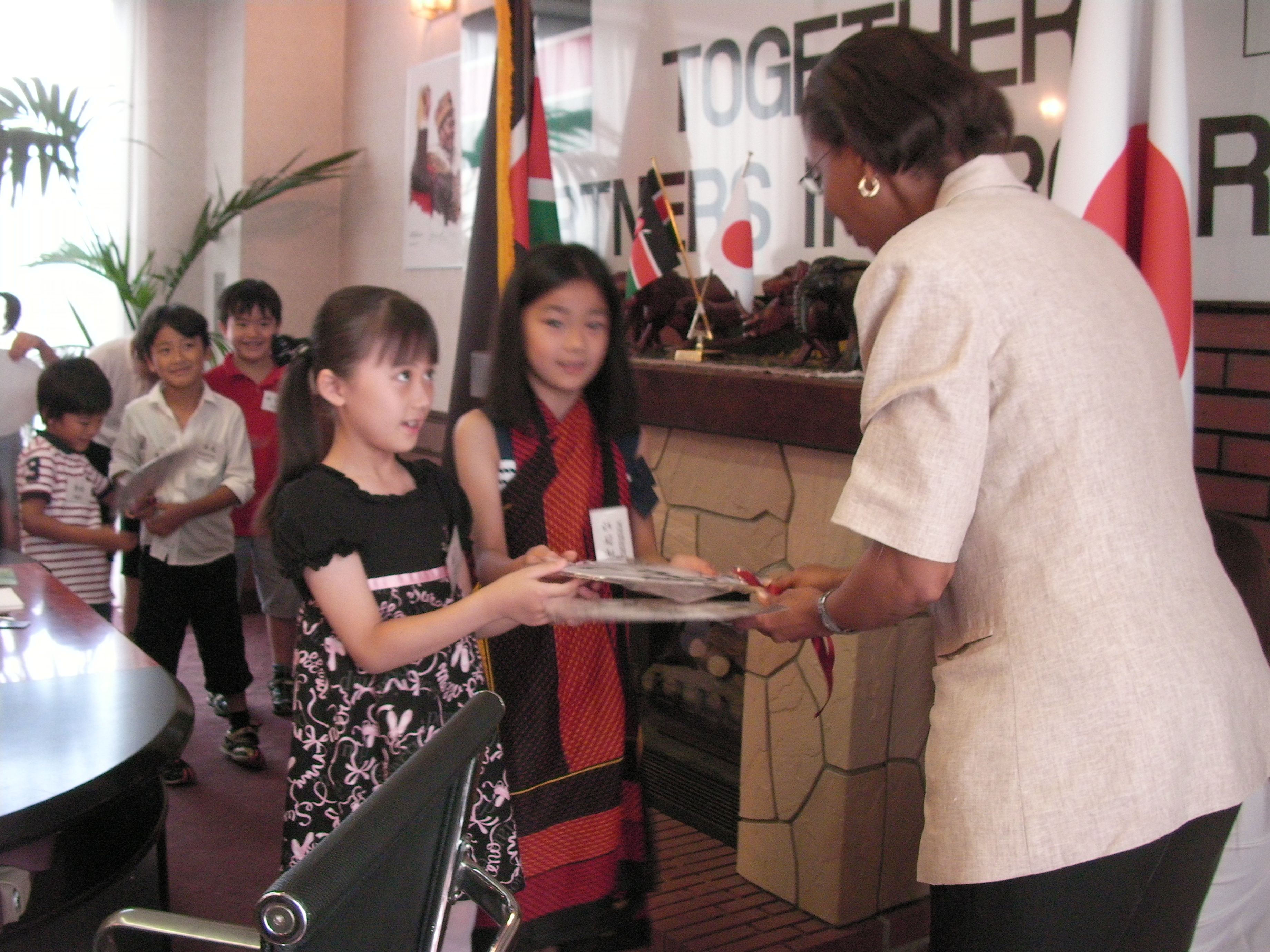
駐日ケニア大使館とのリトルアンバサダーの様子
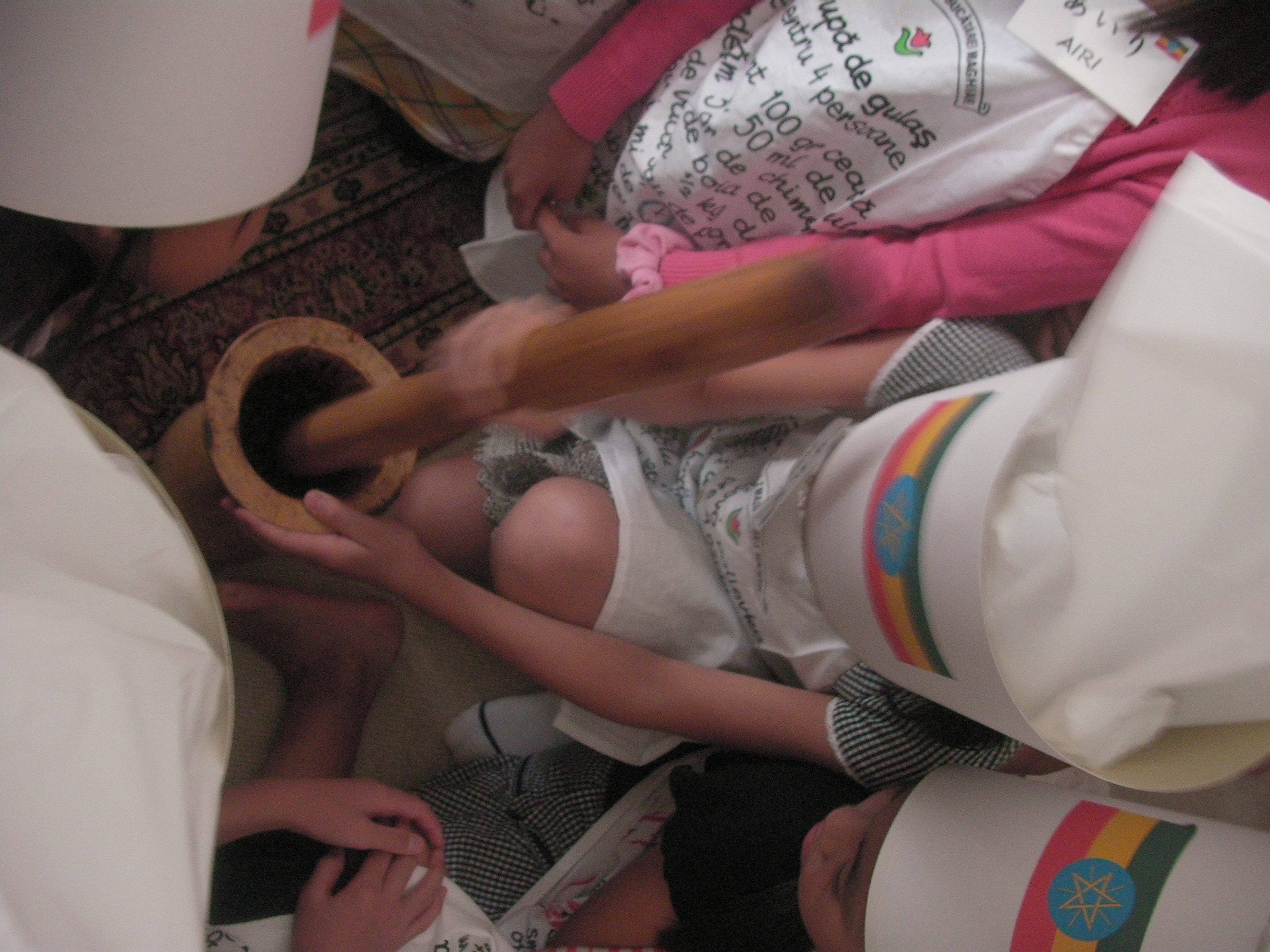
駐日エチオピア大使館とのリトルアンバサダーの様子
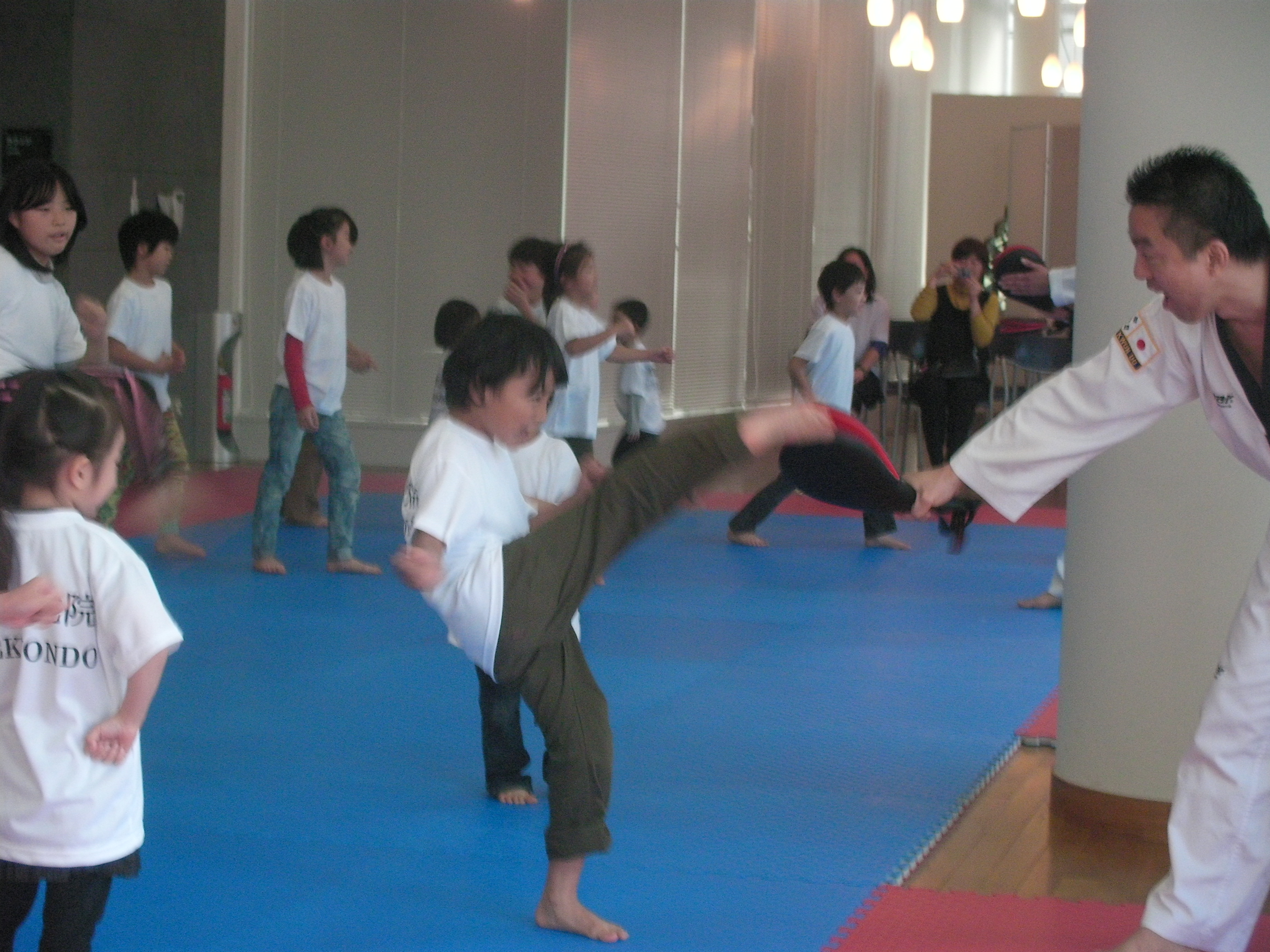
駐日本国大韓民国大使館とのリトルアンバサダーの様子
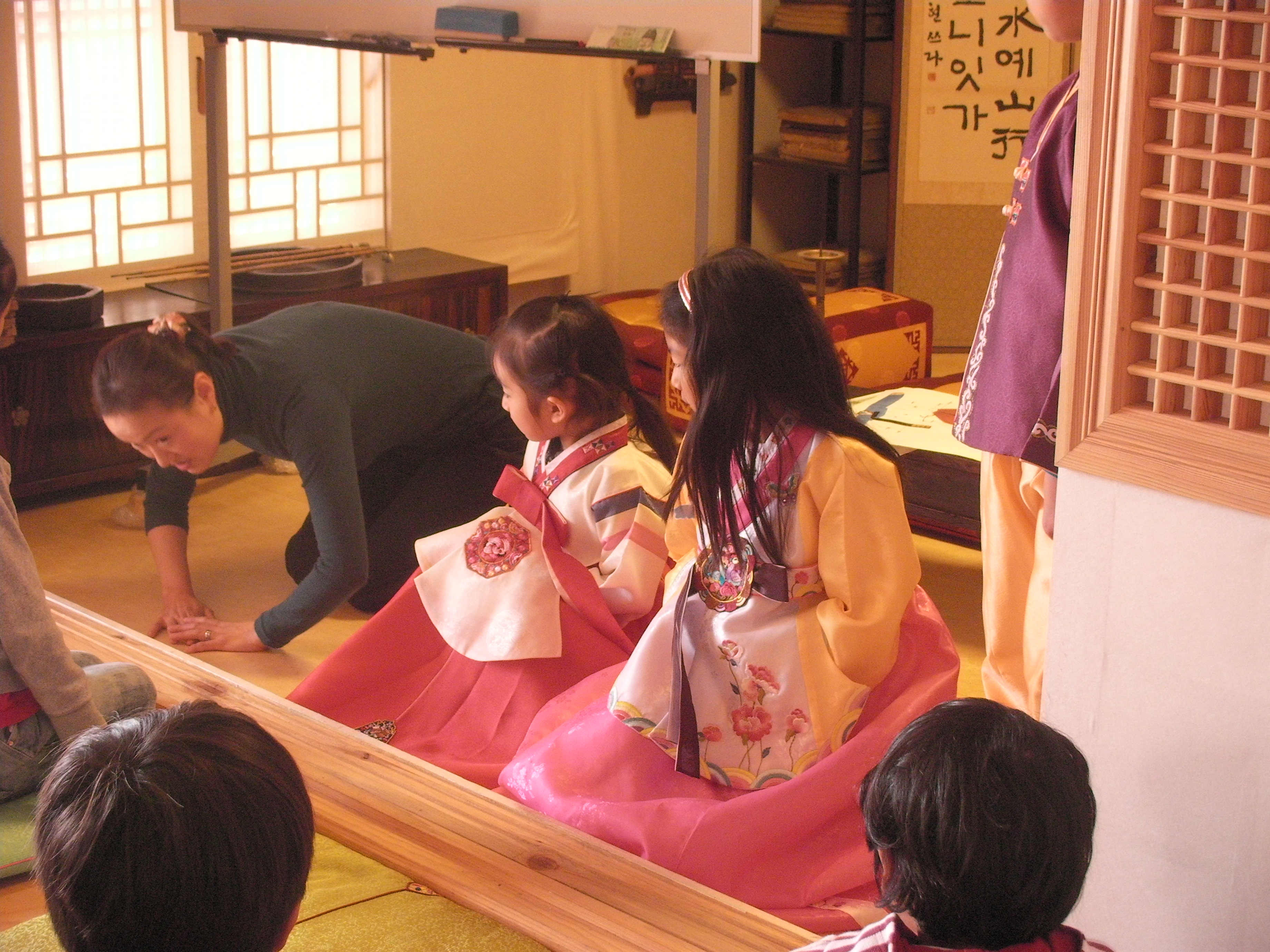
駐日本国大韓民国大使館とのリトルアンバサダーの様子
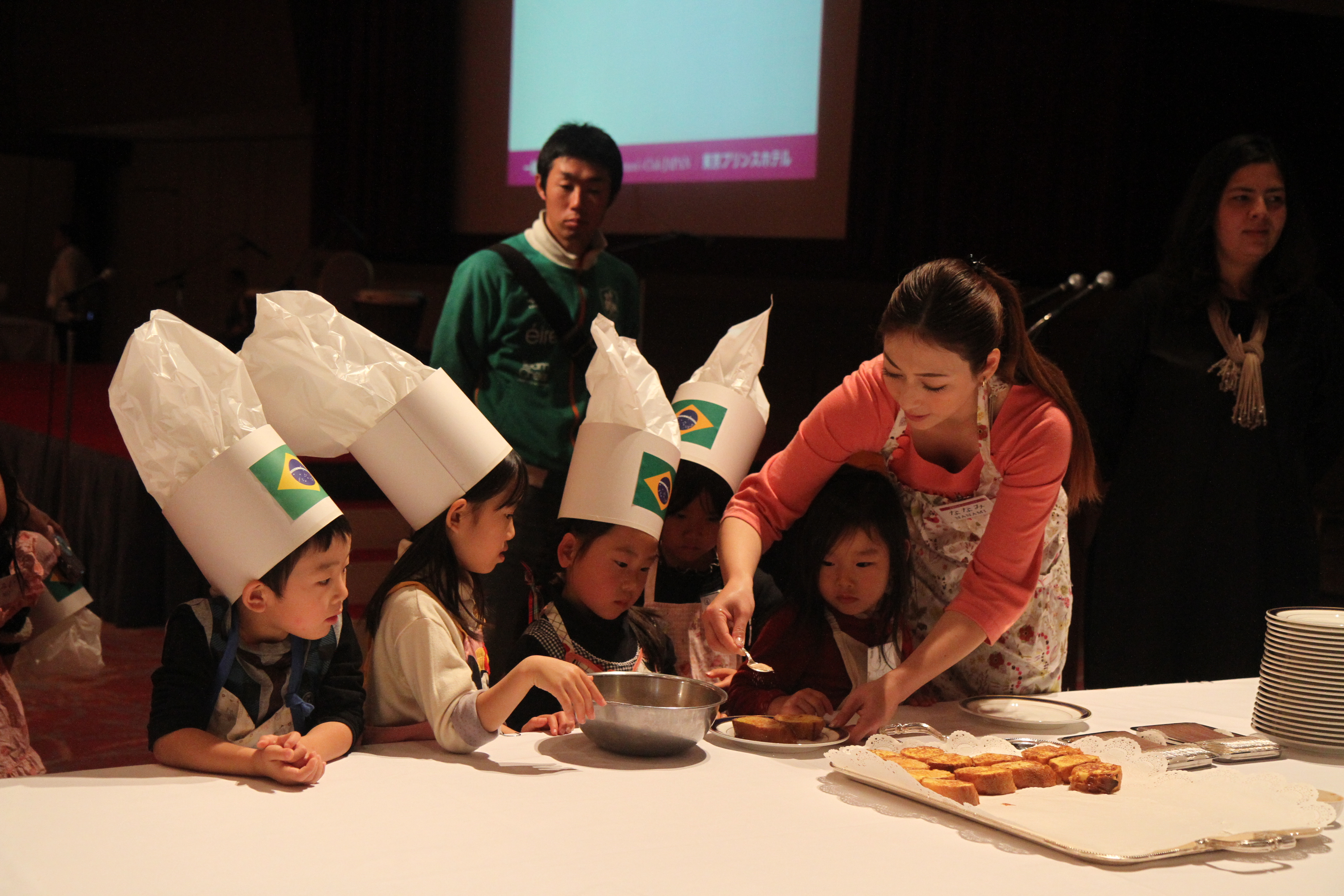
駐日ブラジル大使館とのリトルアンバサダーの様子
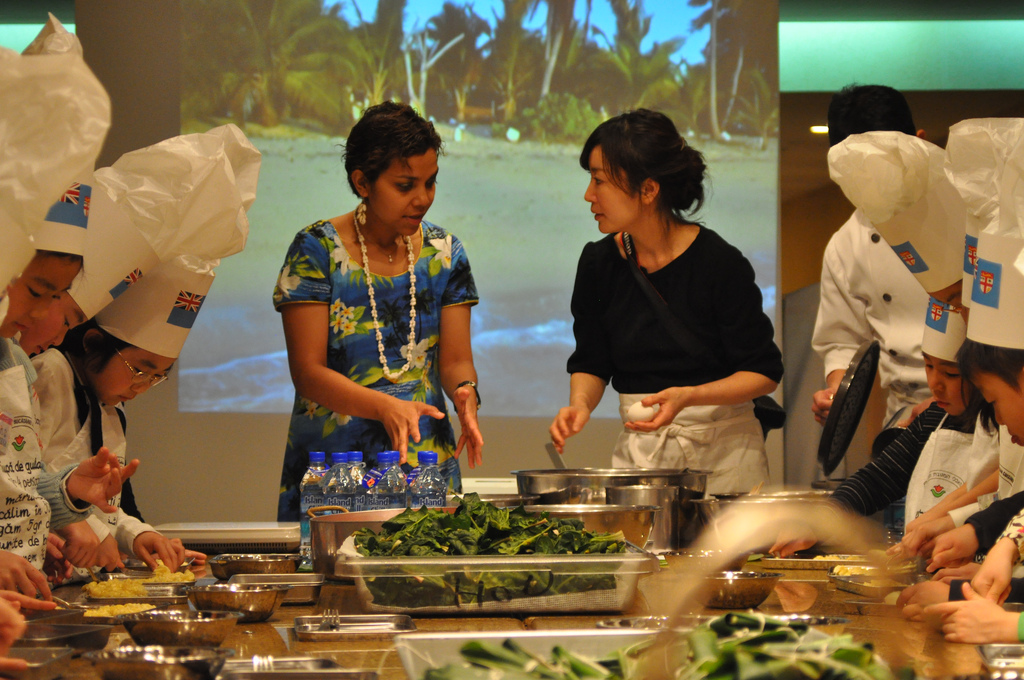
駐日フィジー大使館とのリトルアンバサダーの様子
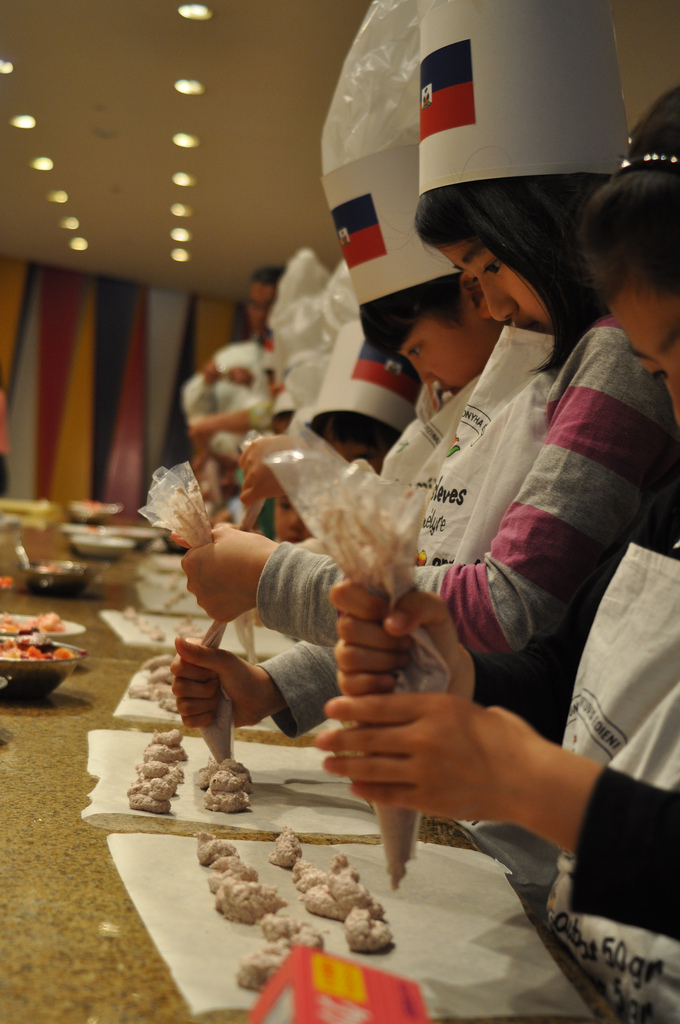
駐日ハイチ大使館とのリトルアンバサダーの様子
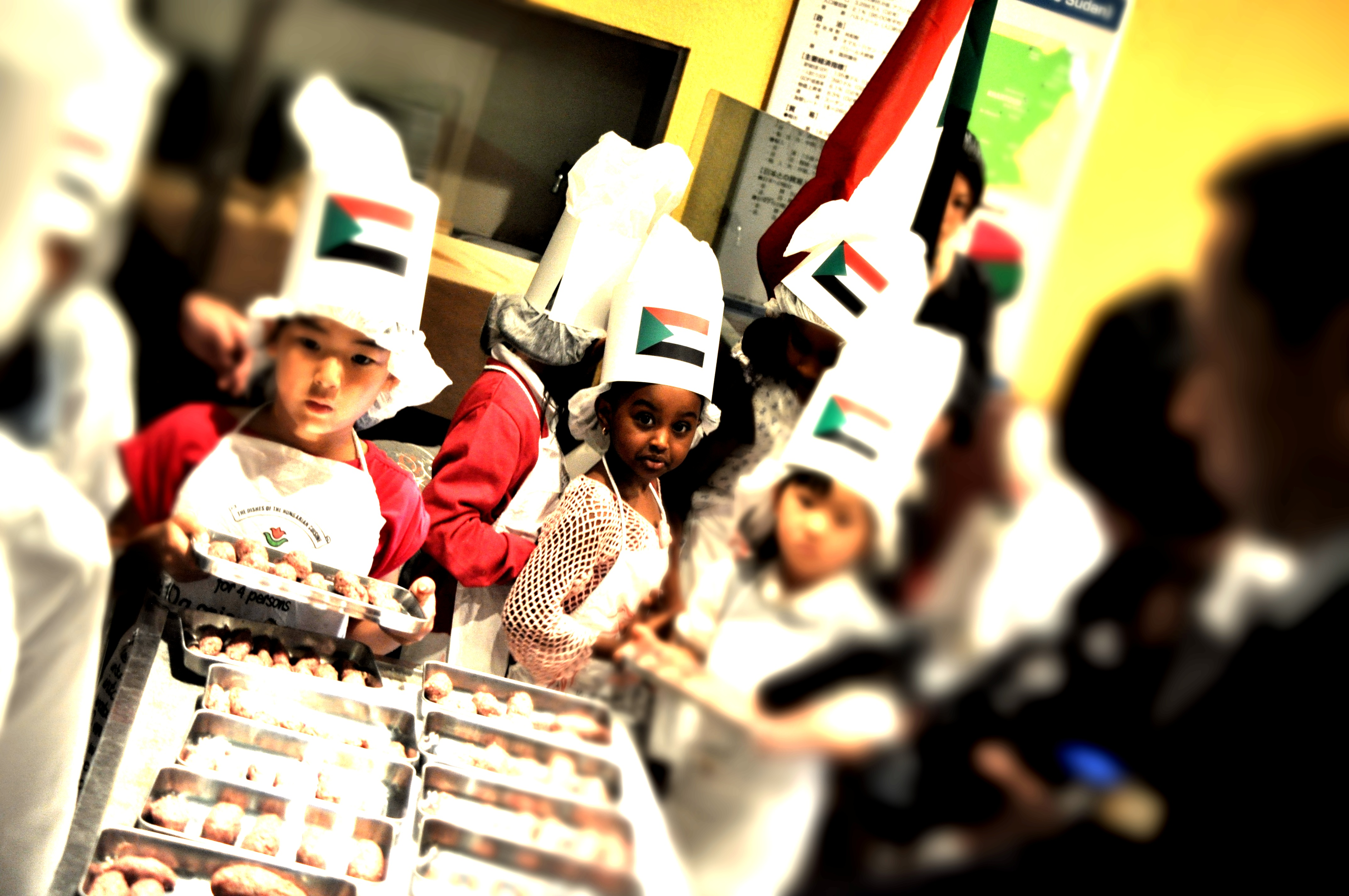
スーダン共和国大使館とのリトルアンバサダーの様子
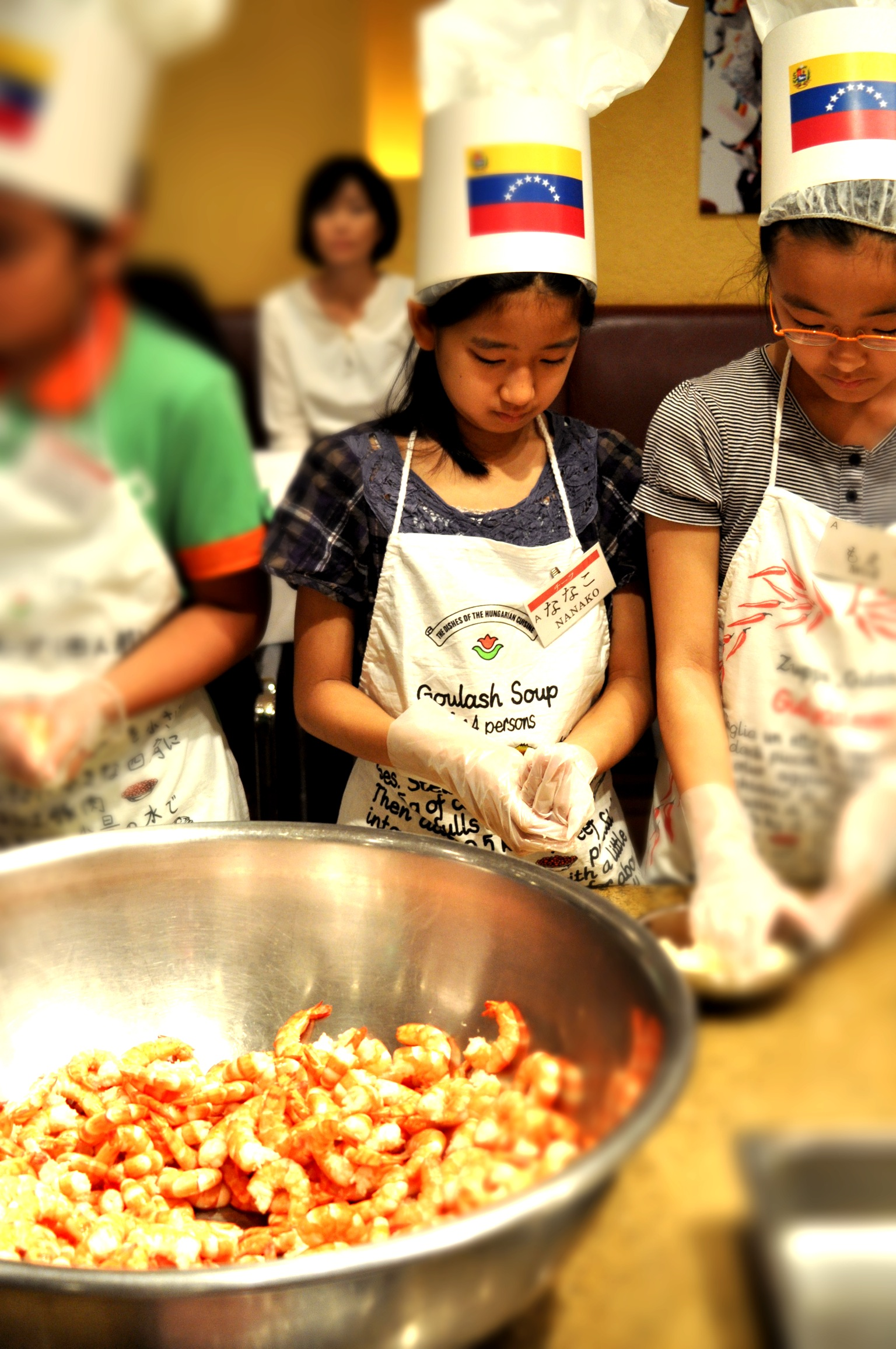
駐日ベネズエラ大使館とのリトルアンバサダーの様子
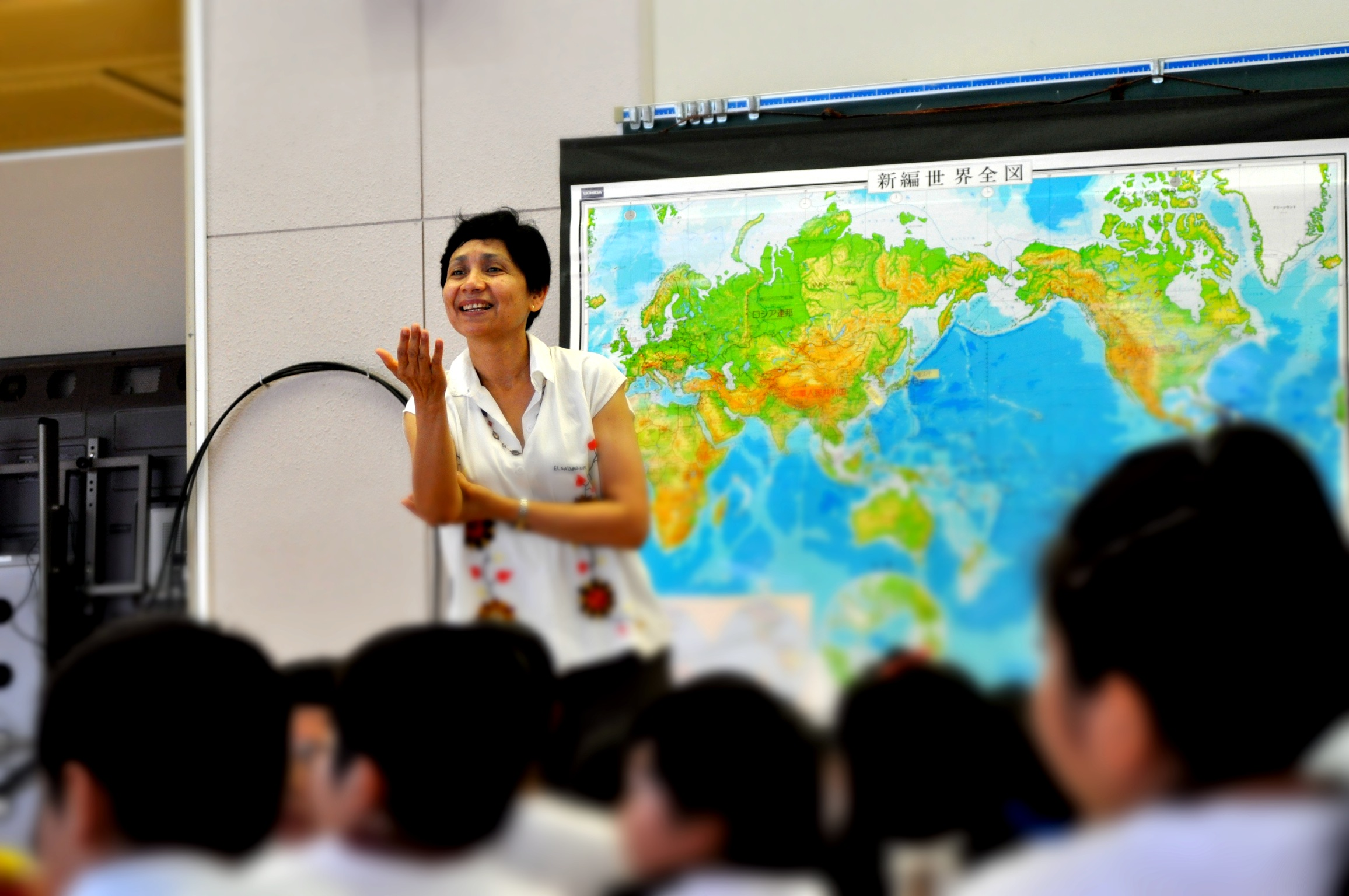
駐日エルサルバドル大使館とのリトルアンバサダーの様子
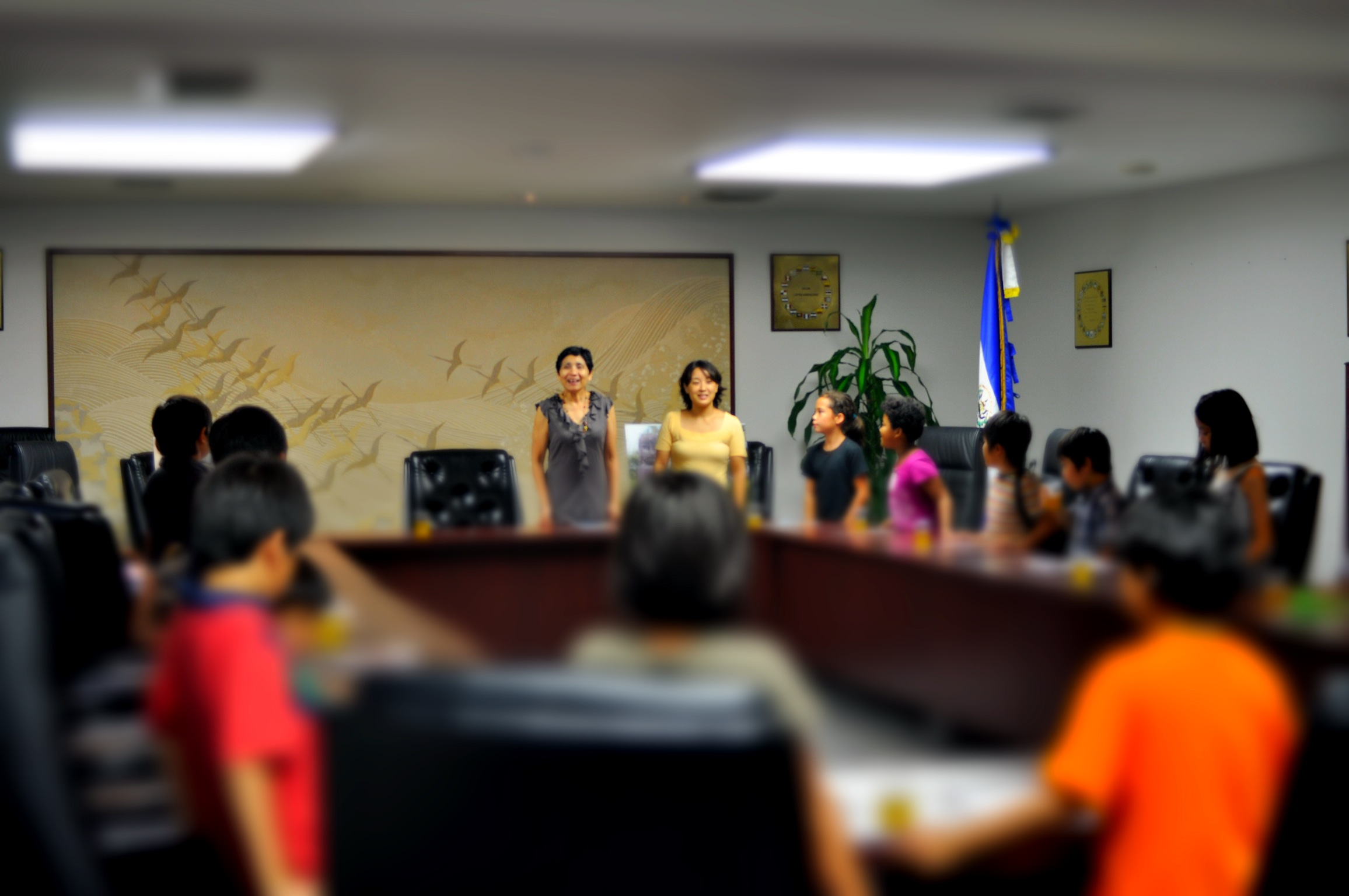
駐日エルサルバドル大使館とのリトルアンバサダーの様子
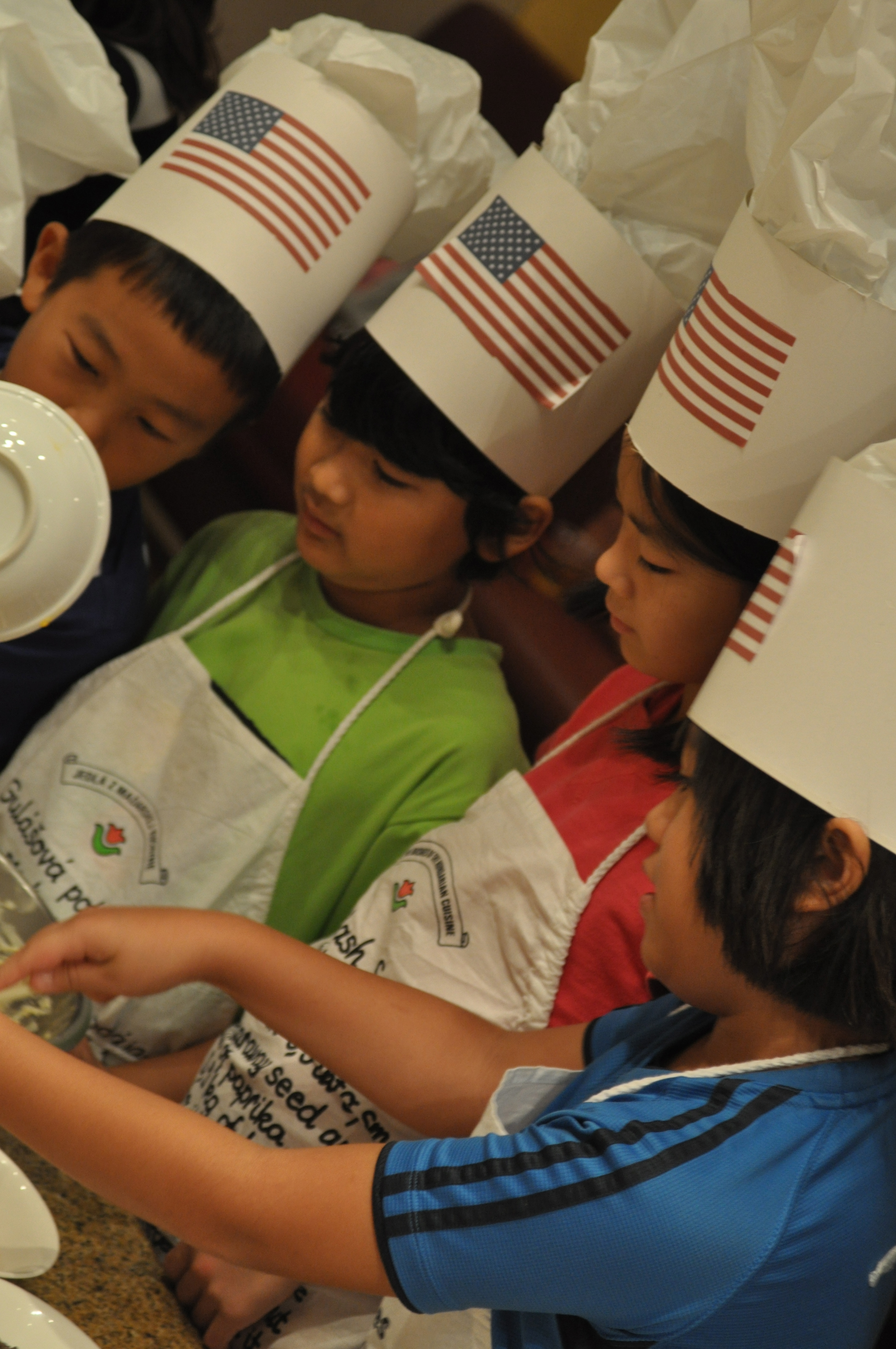
駐日アメリカ合衆国大使館とのリトルアンバサダーの様子
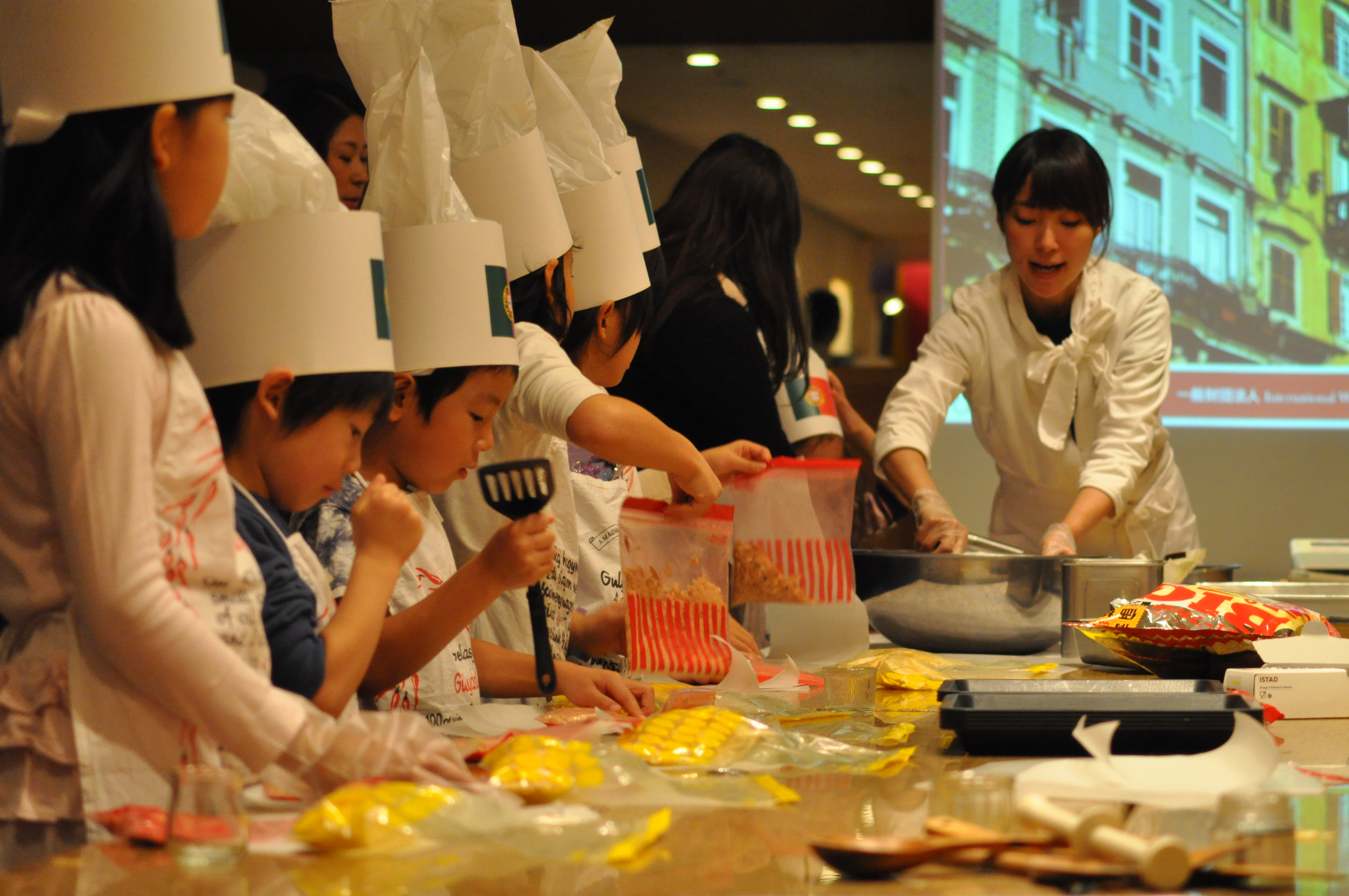
駐日ポルトガル大使館とのリトルアンバサダーの様子
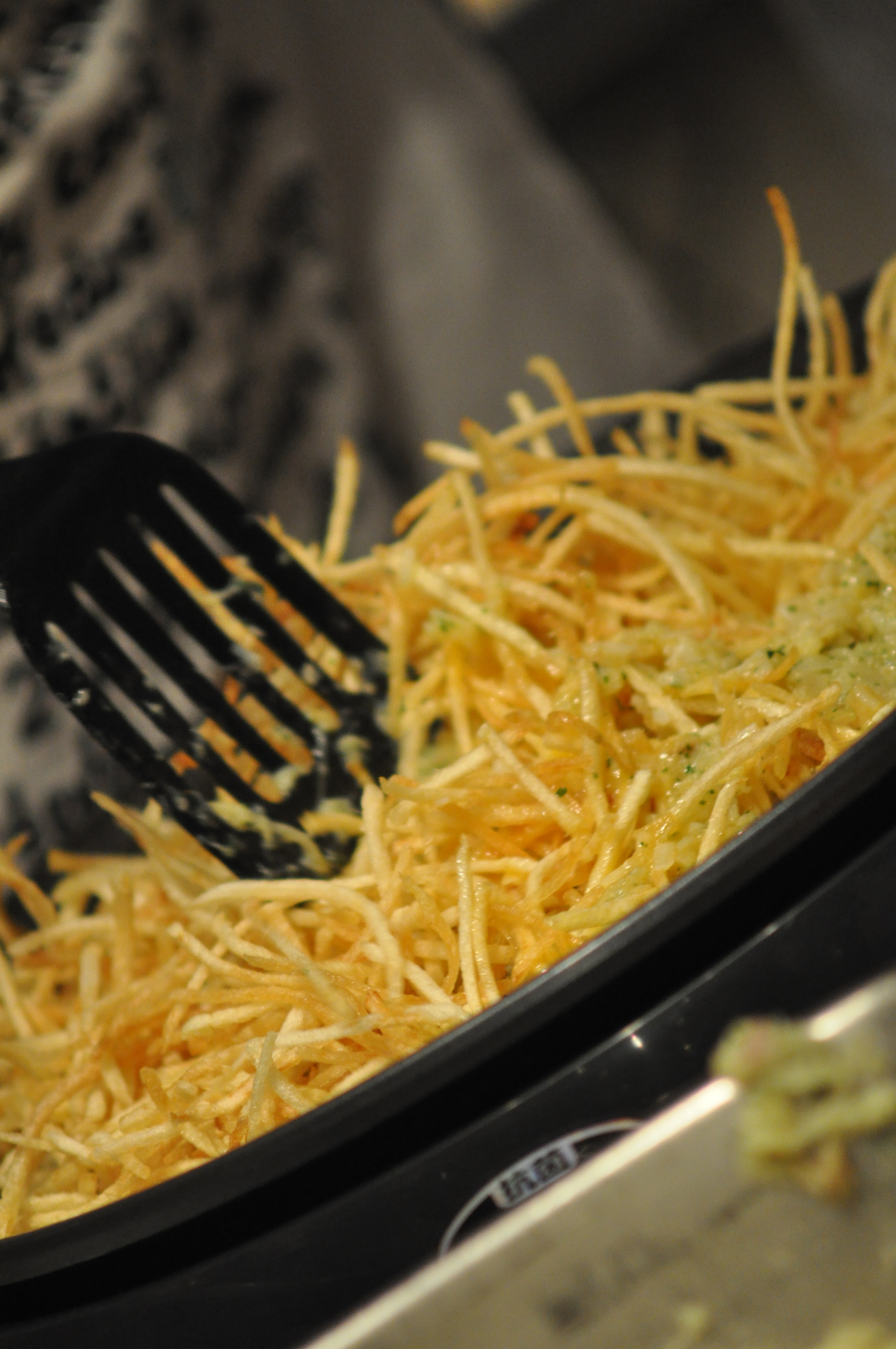
駐日ポルトガル大使館とのリトルアンバサダーの様子
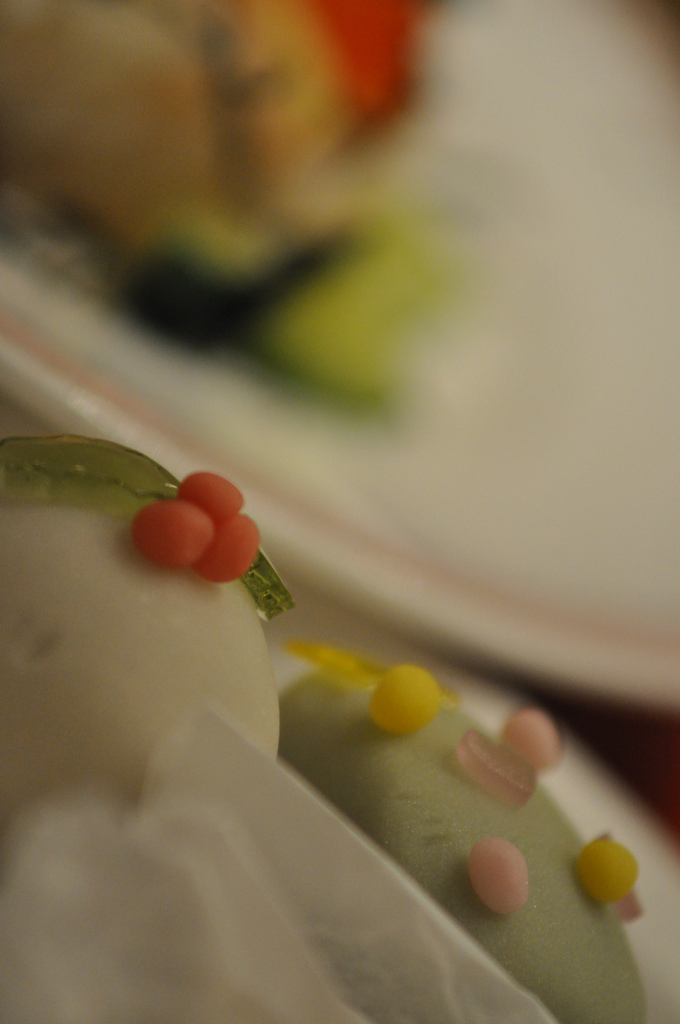
「和の心」を感じるための、日本に関するリトルアンバサダーの様子
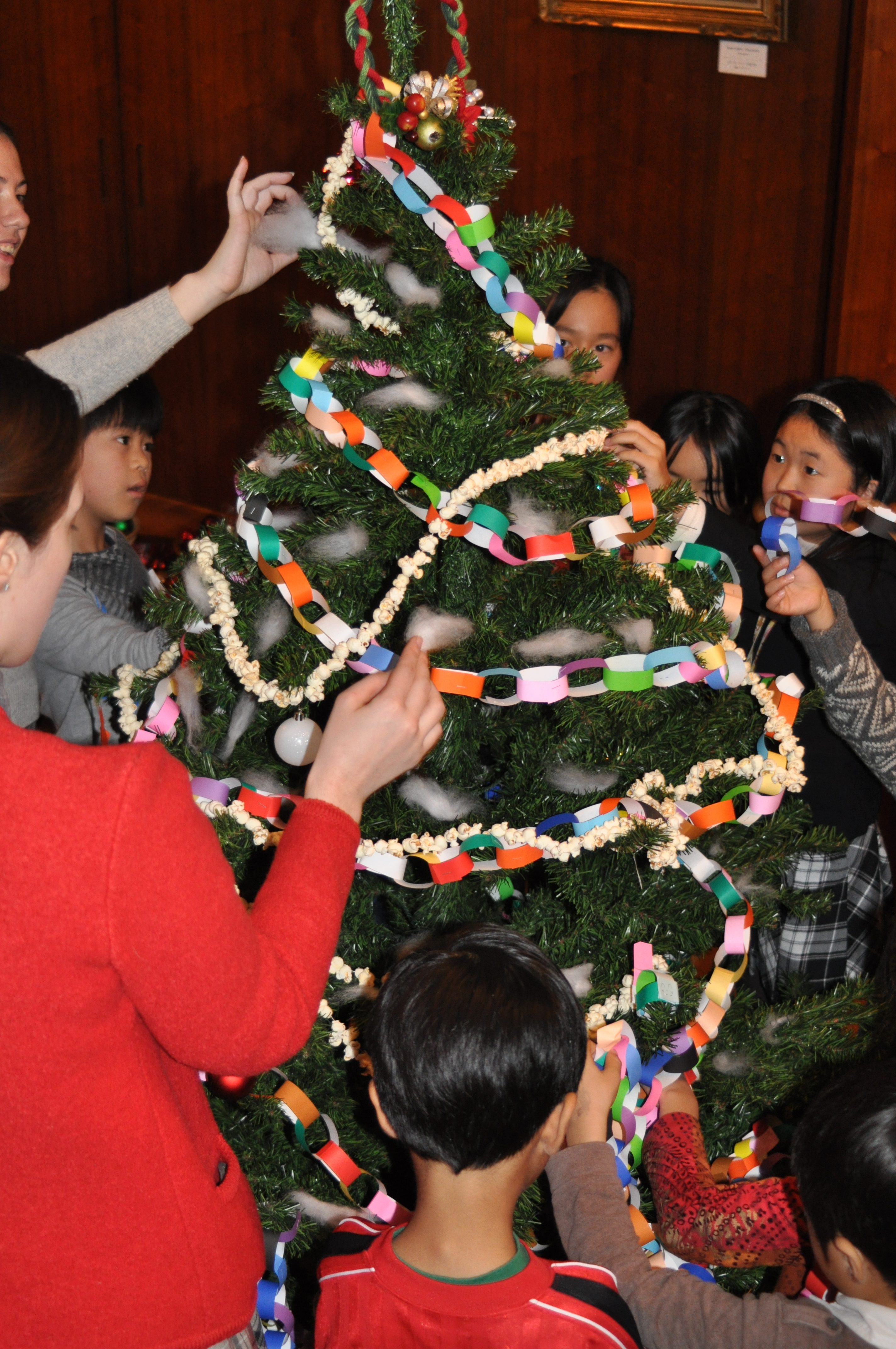
ルーマニア大使館とのリトルアンバサダーの様子
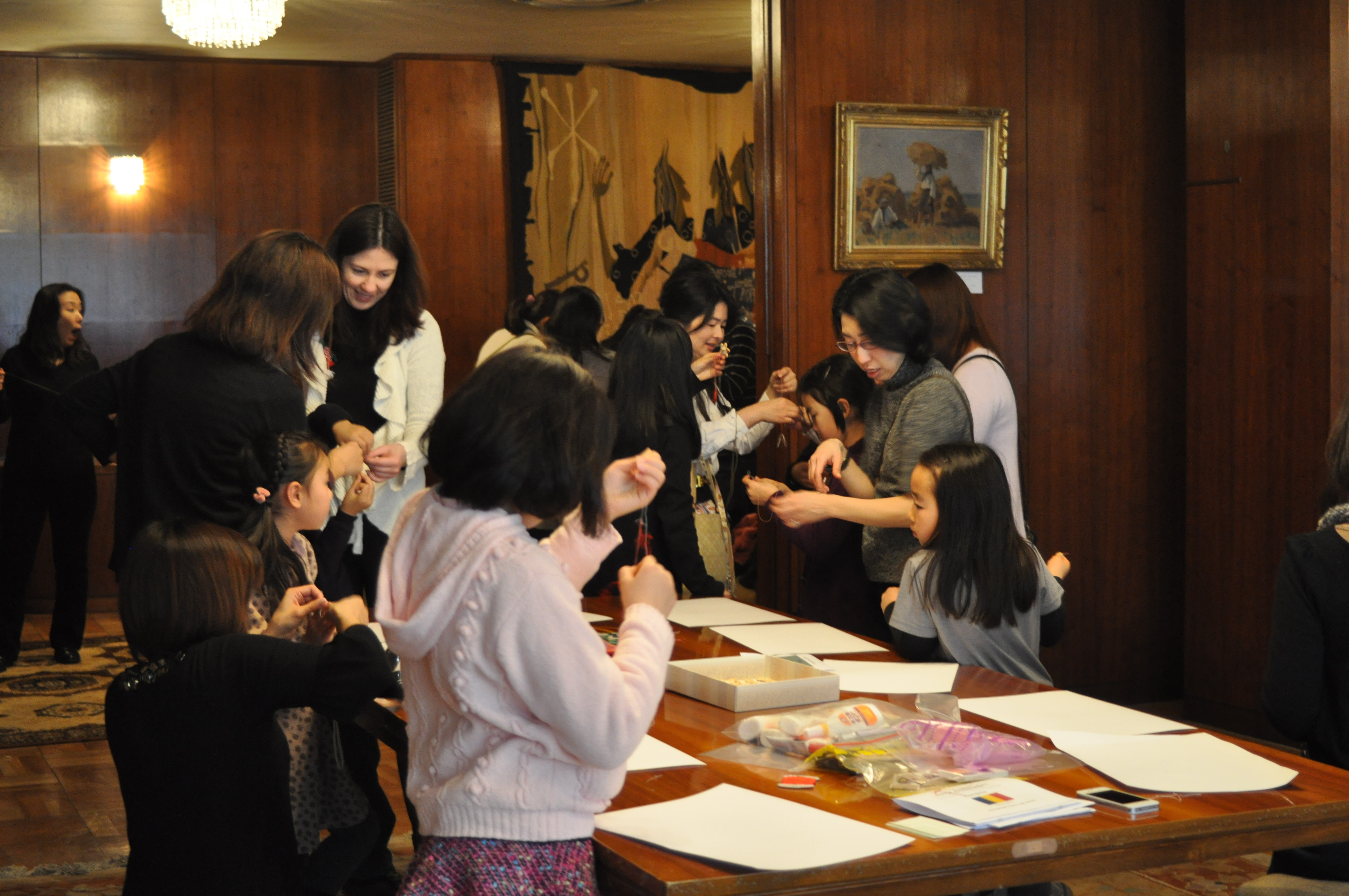
駐日ルーマニア大使館とのリトルアンバサダーの様子
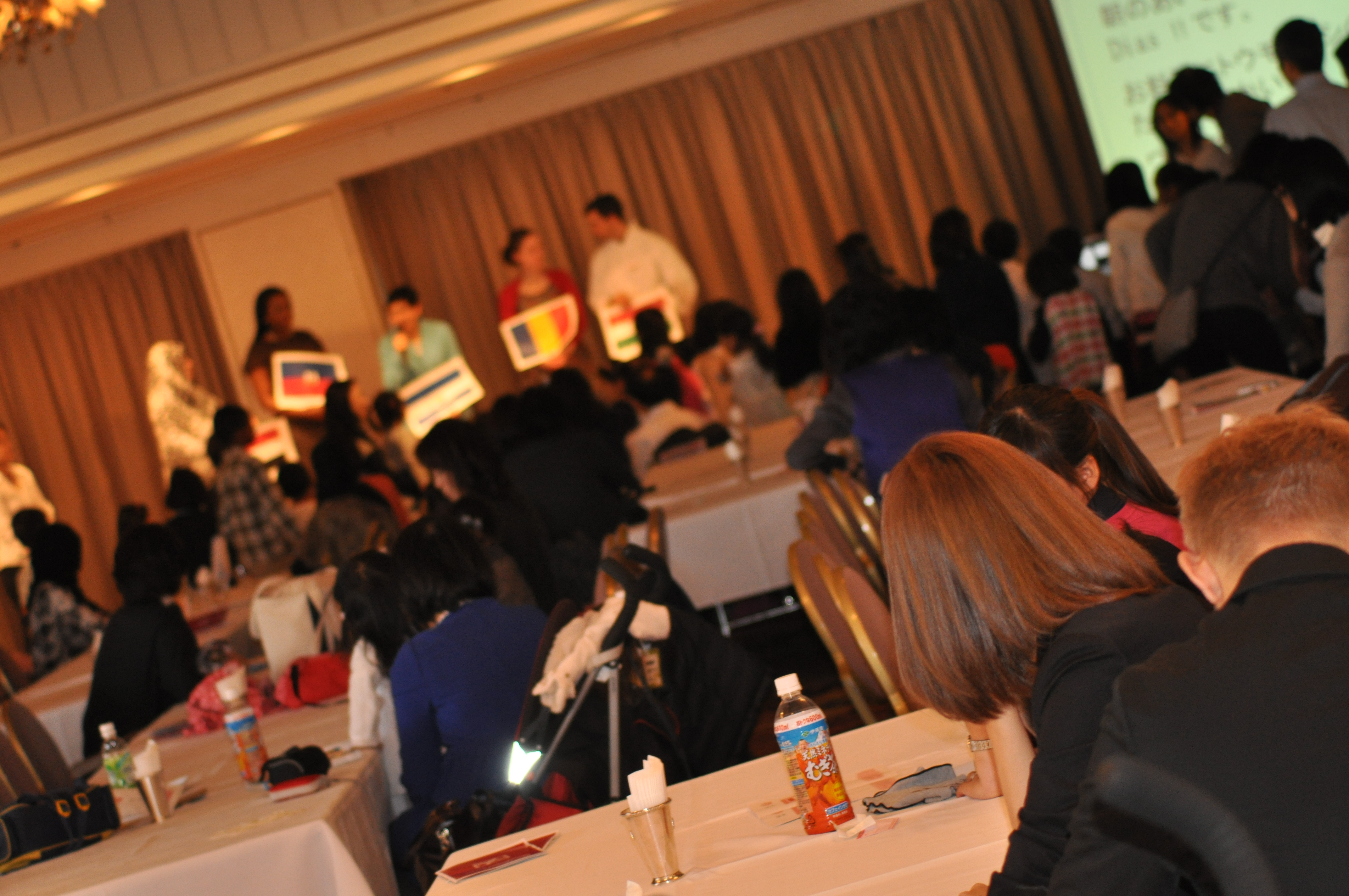
リトルアンバサダーのホリデーパーティーの様子
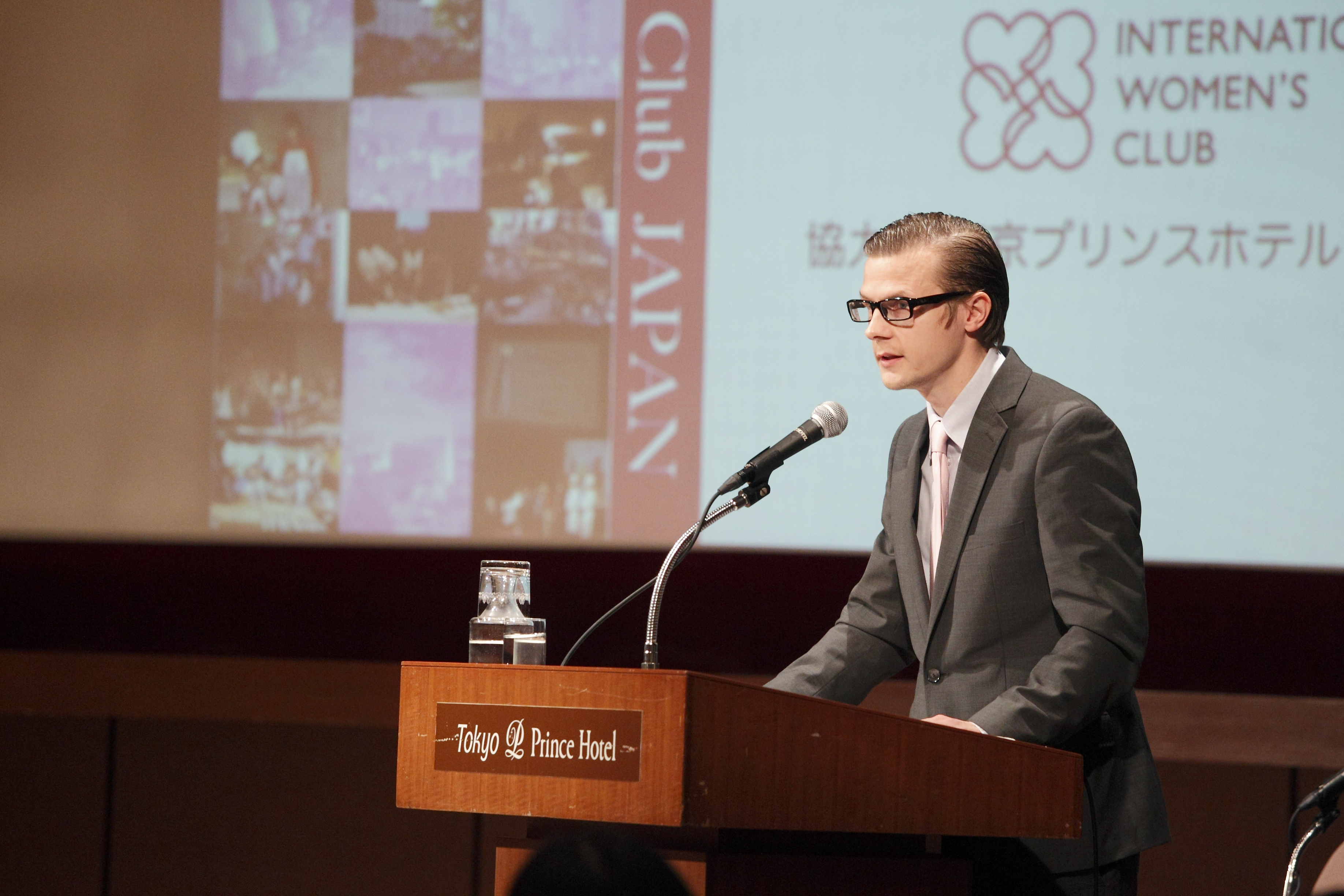
「子どもの未来をつくるプラットフォーム」シンポジウム基調講演 フィンランド大使館
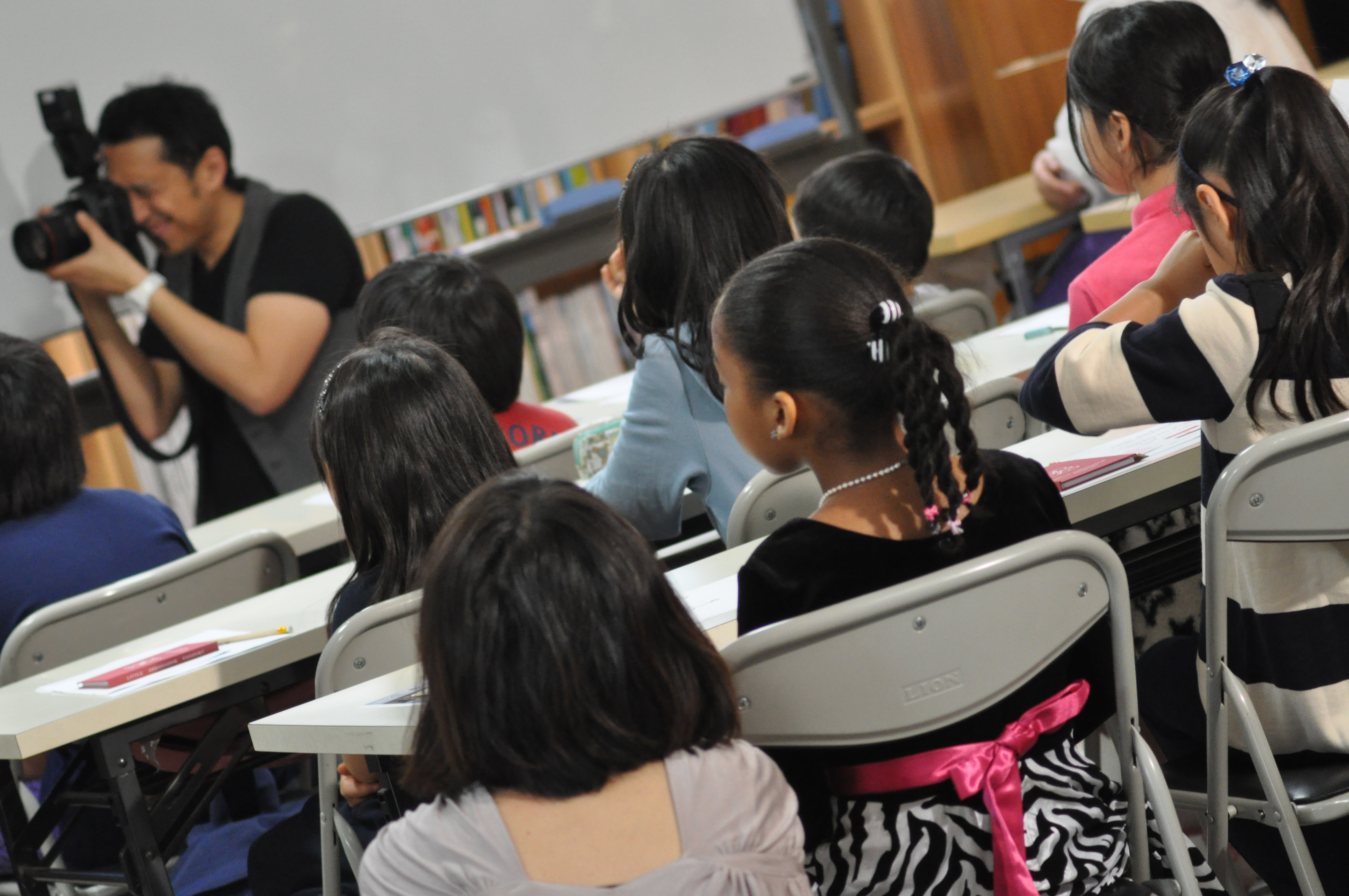
駐日エジプト大使館とのリトルアンバサダーの様子
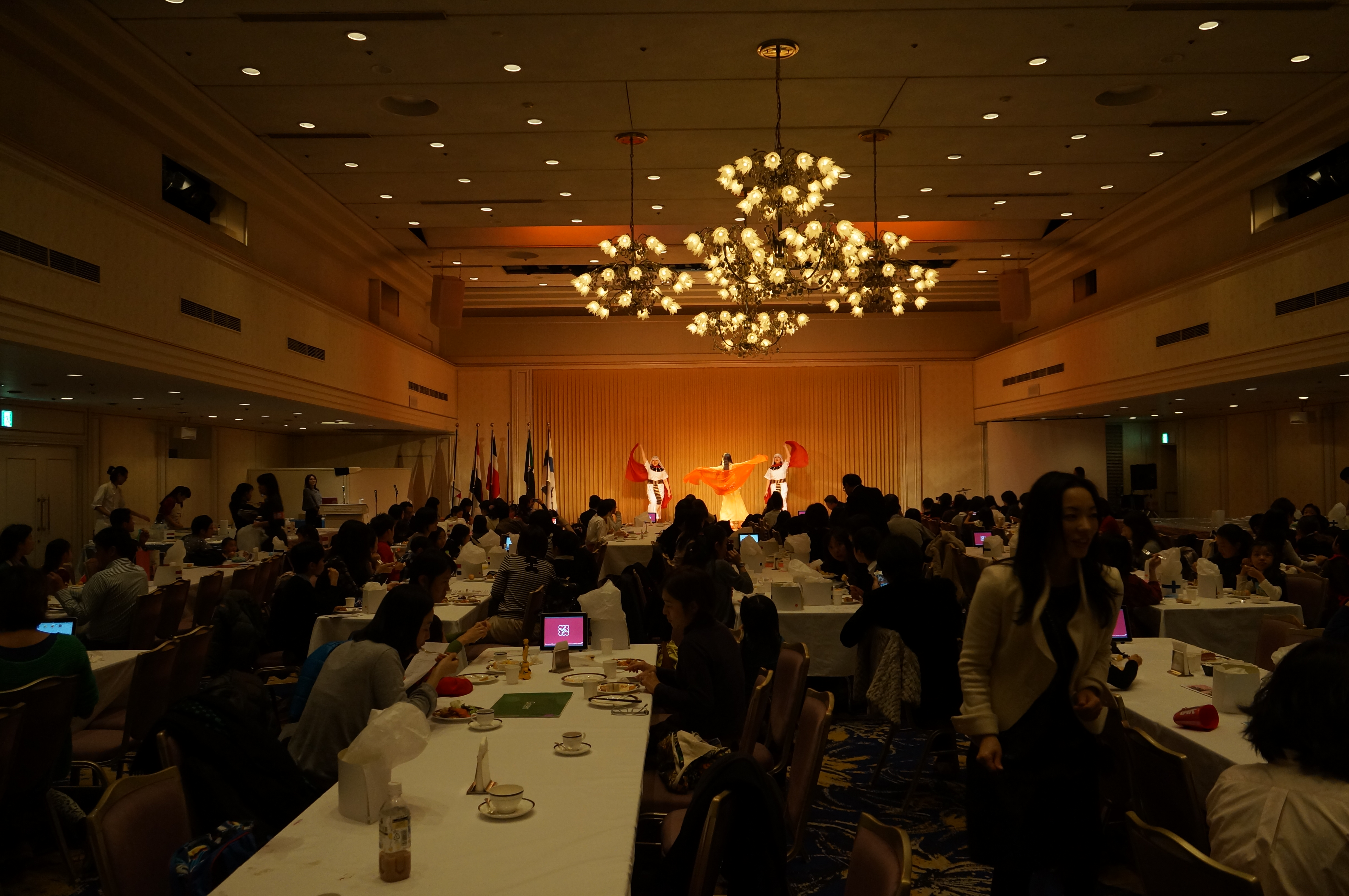
駐日エジプト大使館とのリトルアンバサダーの様子
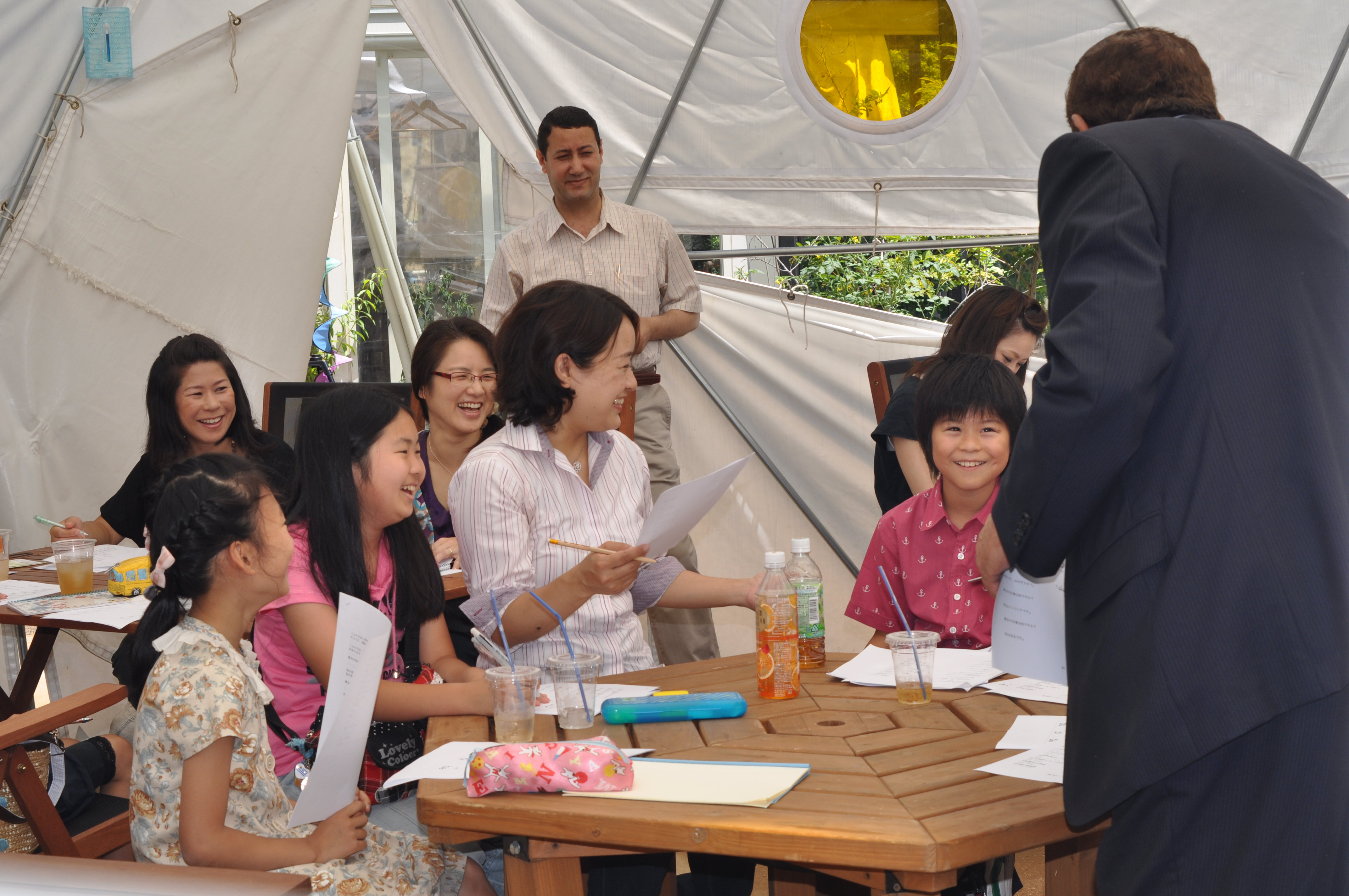
駐日エジプト大使館との「子どものためのアラビア語講座」の様子
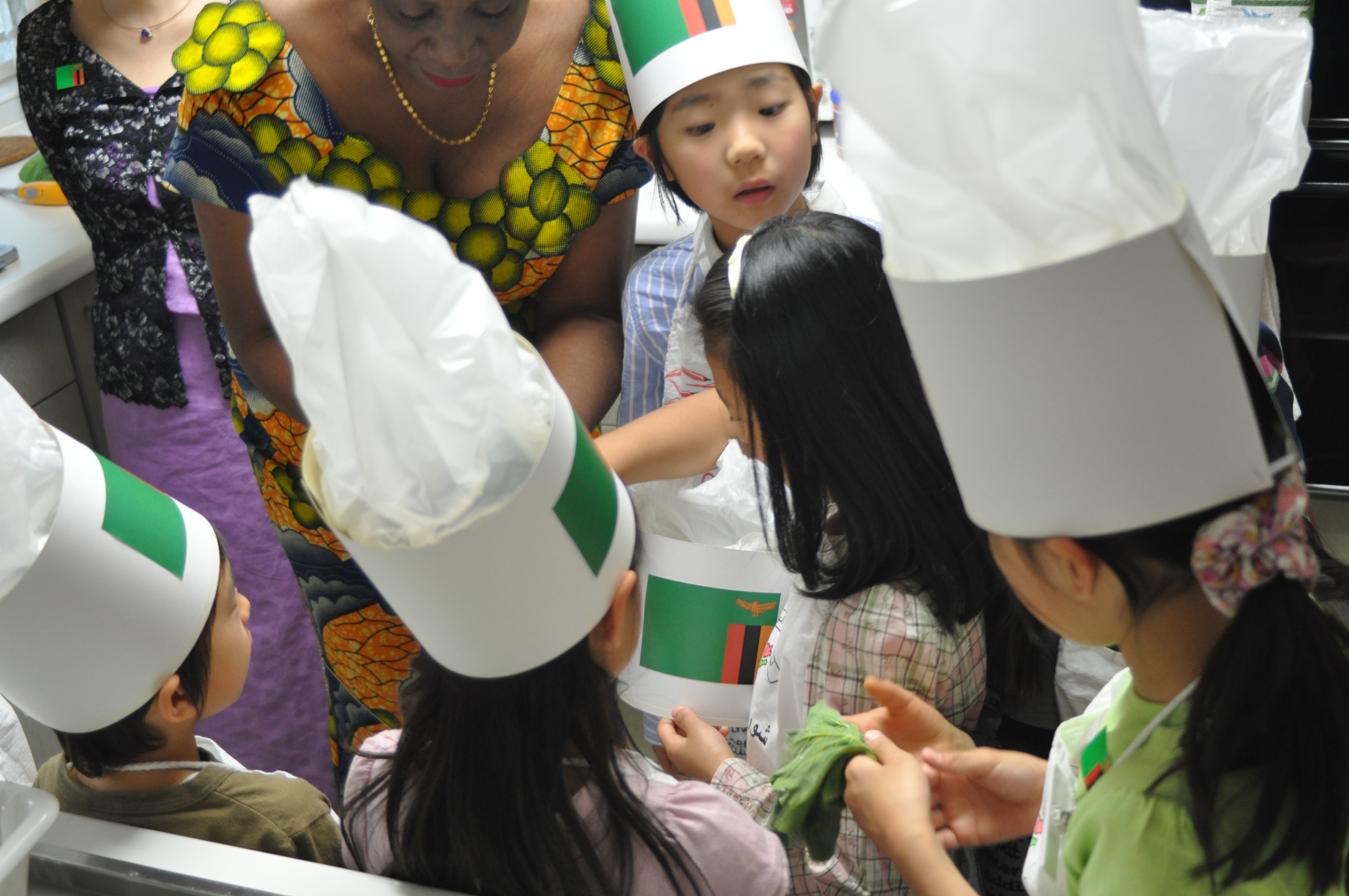
駐日ザンビア大使館とのリトルアンバサダーの様子
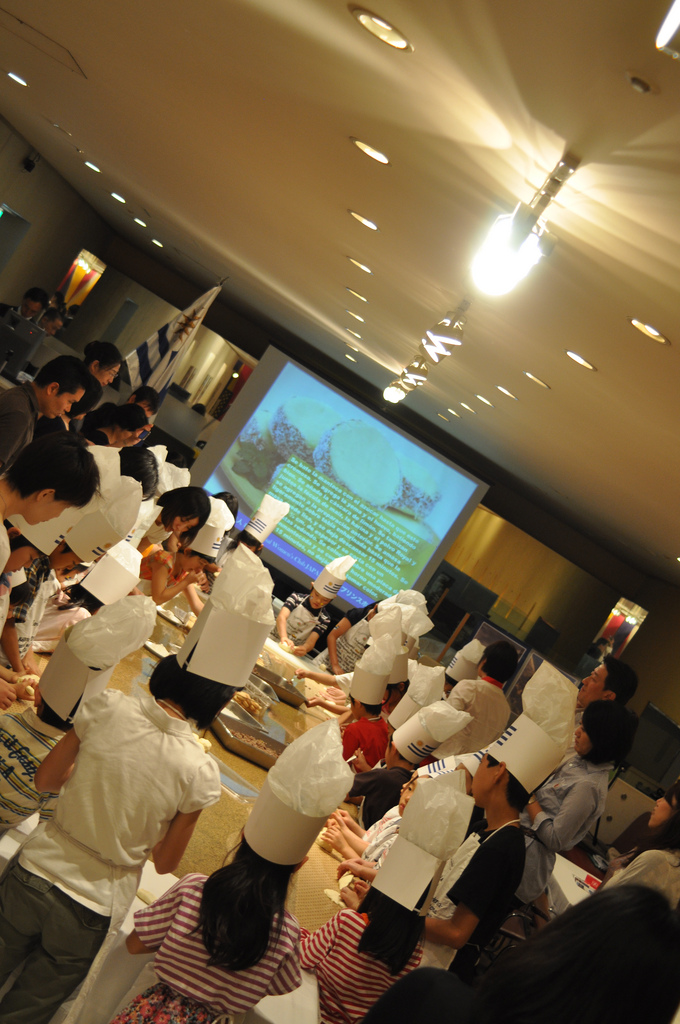
駐日ウルグアイ大使館とのリトルアンバサダーの様子
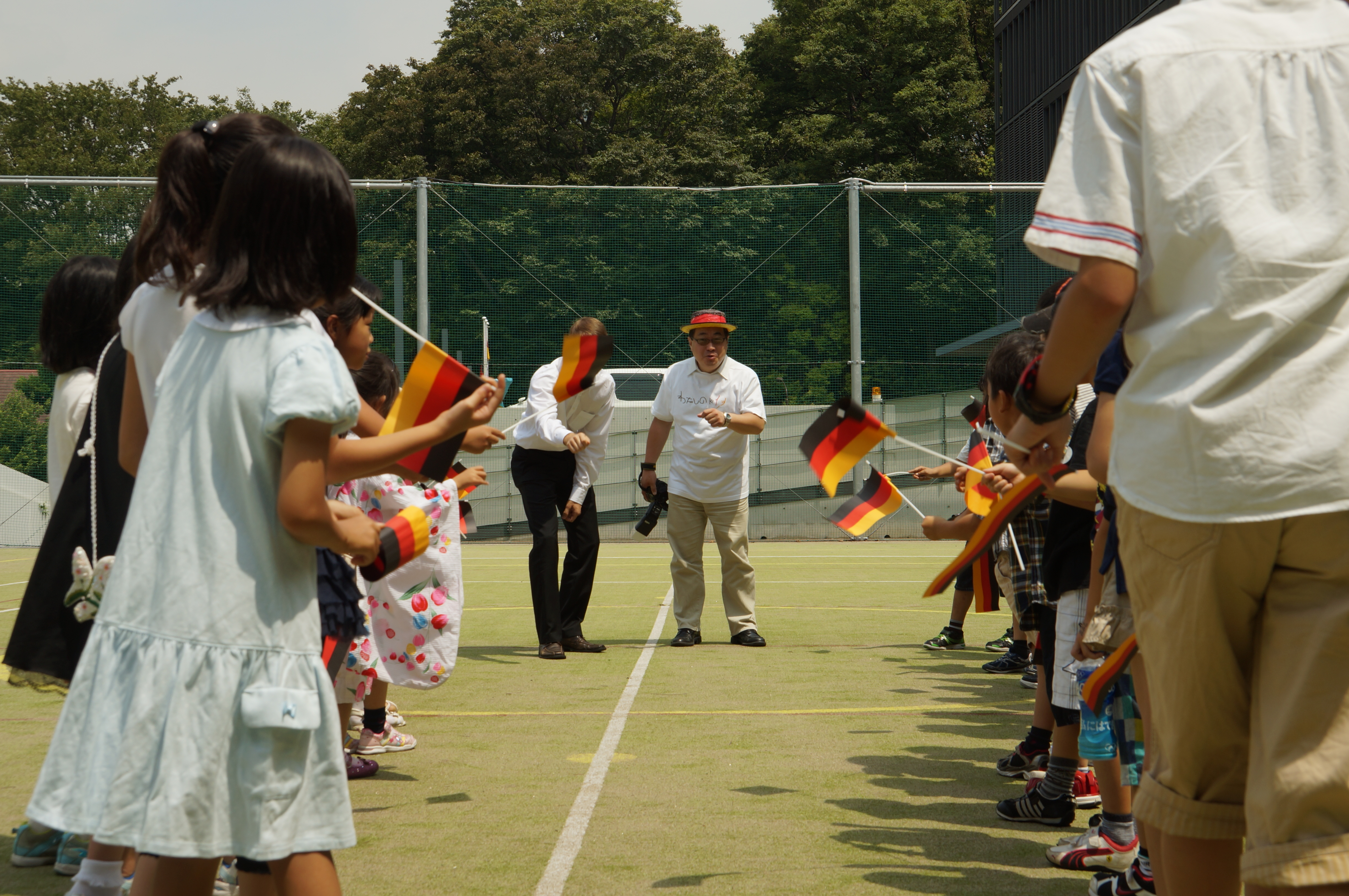
駐日ドイツ大使館とのリトルアンバサダー・サマープログラムの様子
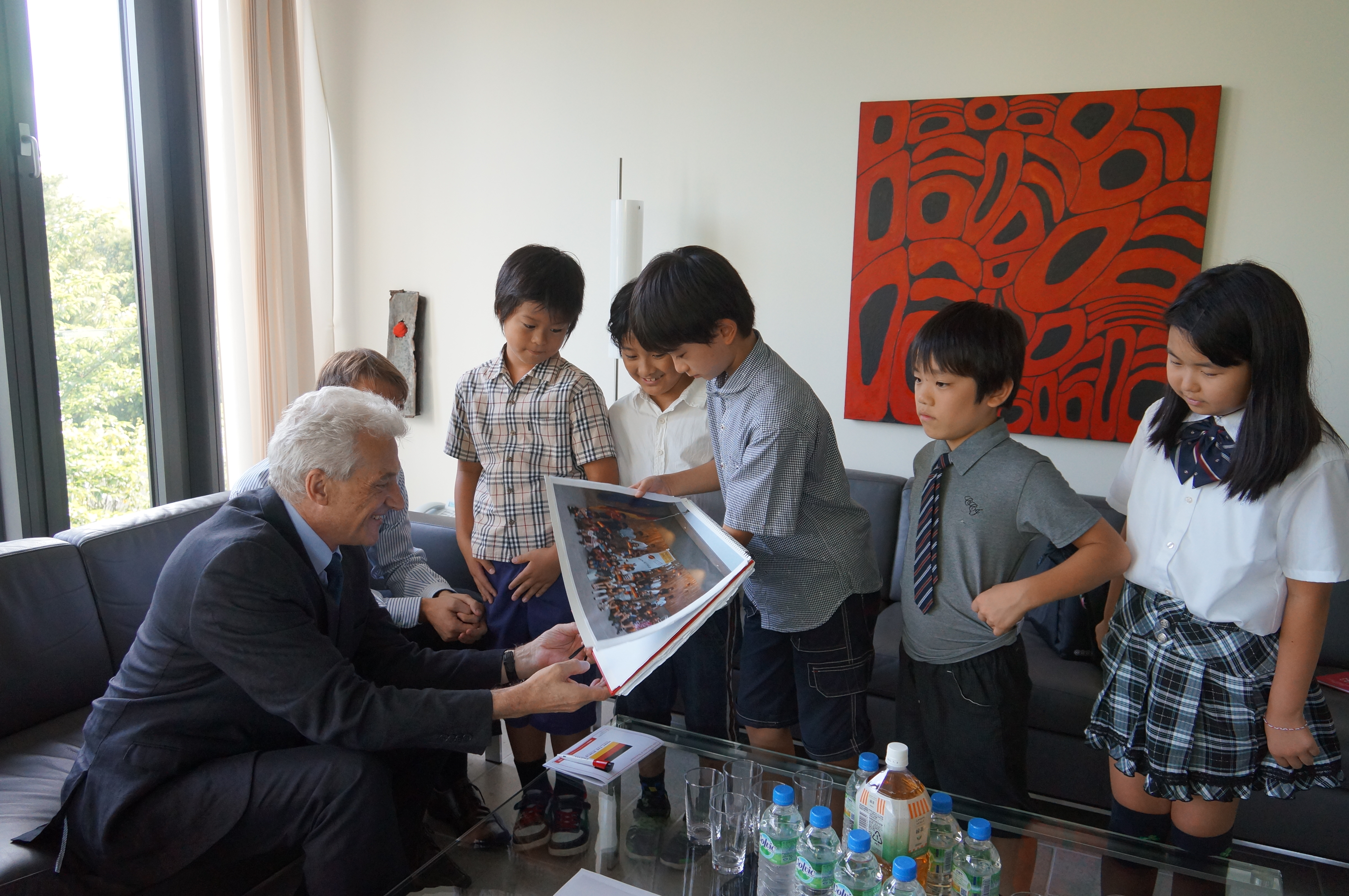
ドイツ大使訪問の様子（リトルアンバサダー・コミッティー）
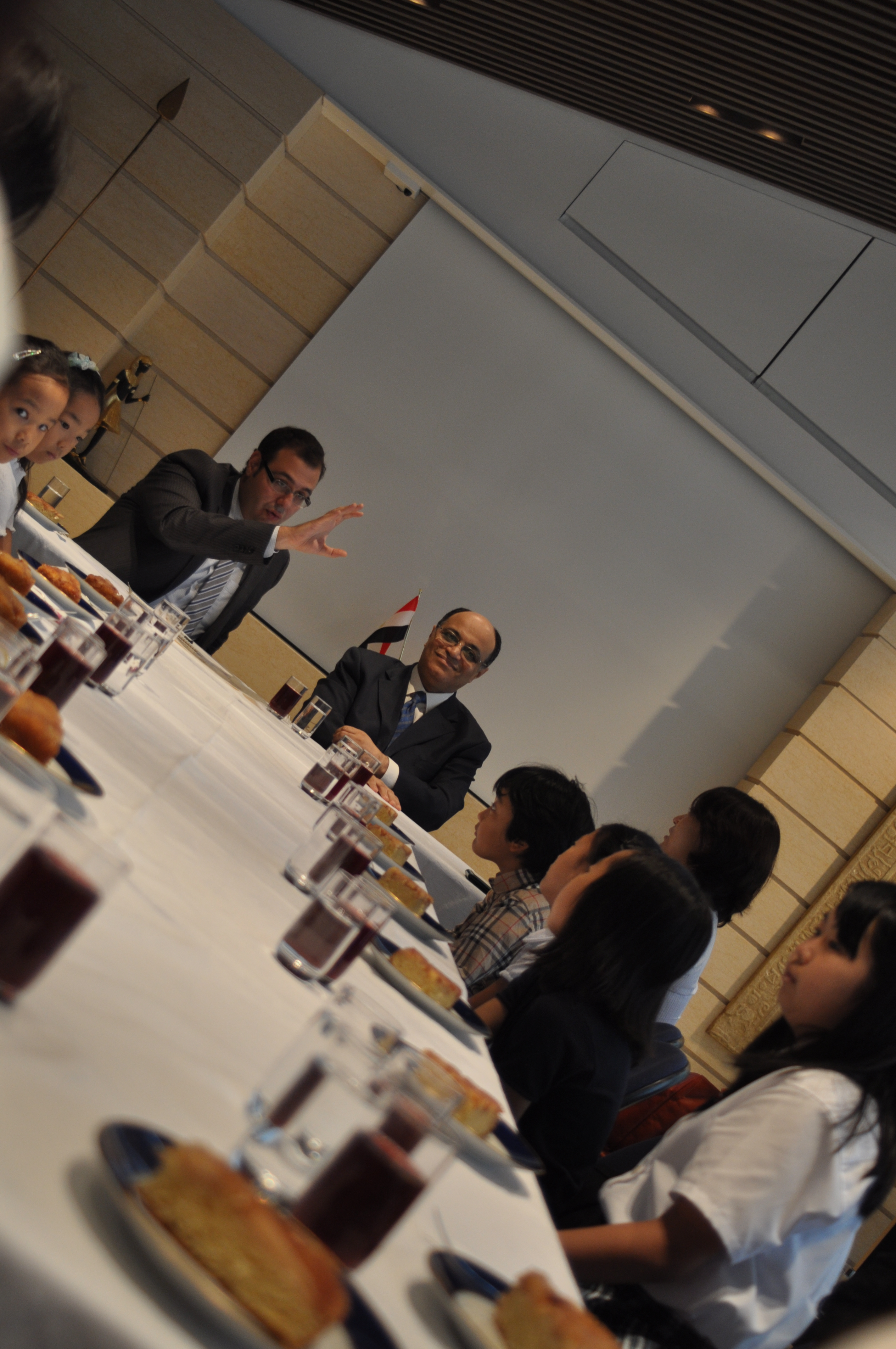
エジプト大使訪問の様子（リトルアンバサダー・コミッティー）
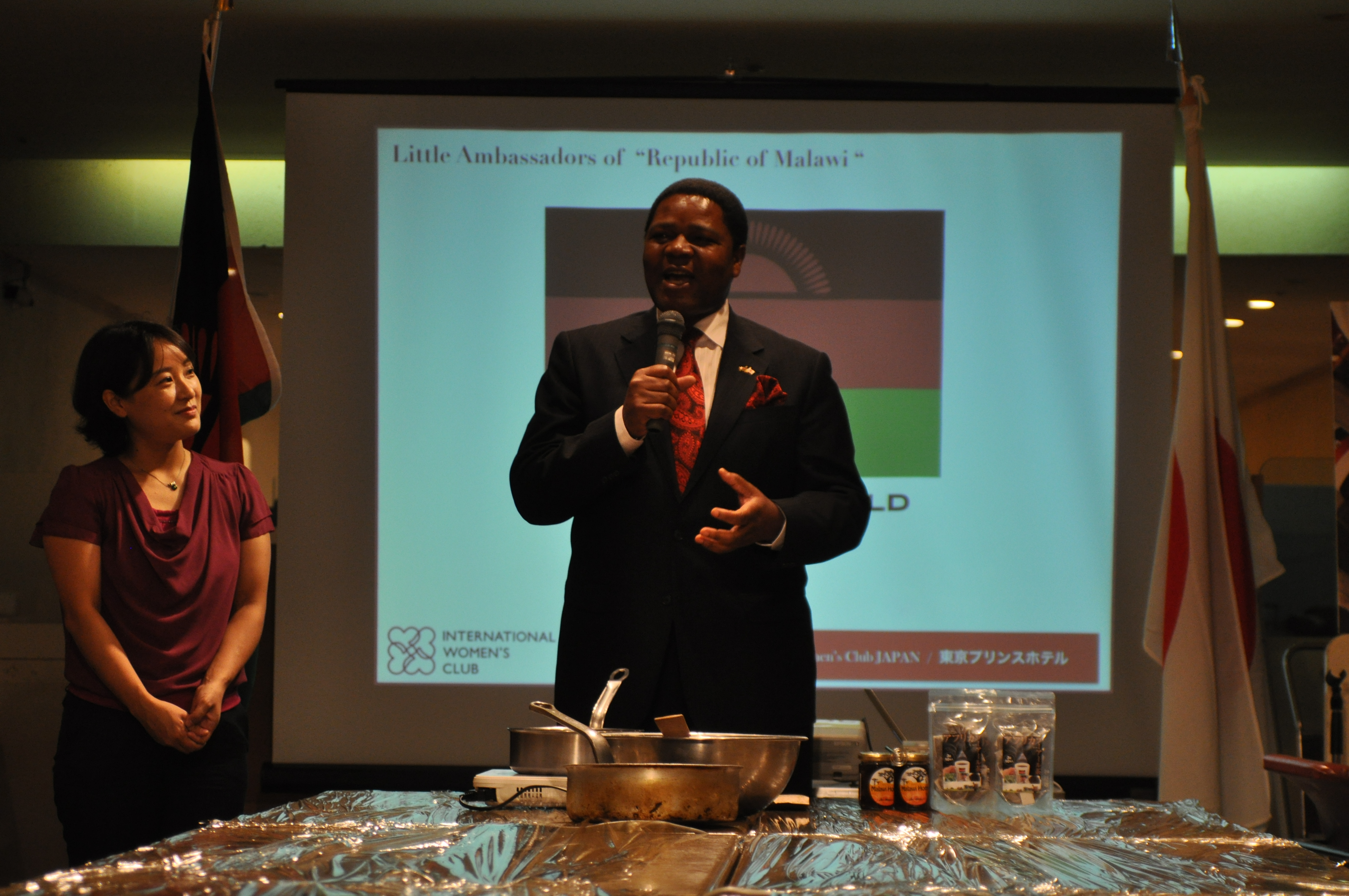
マラウイ共和国大使館とのリトルアンバサダーの様子
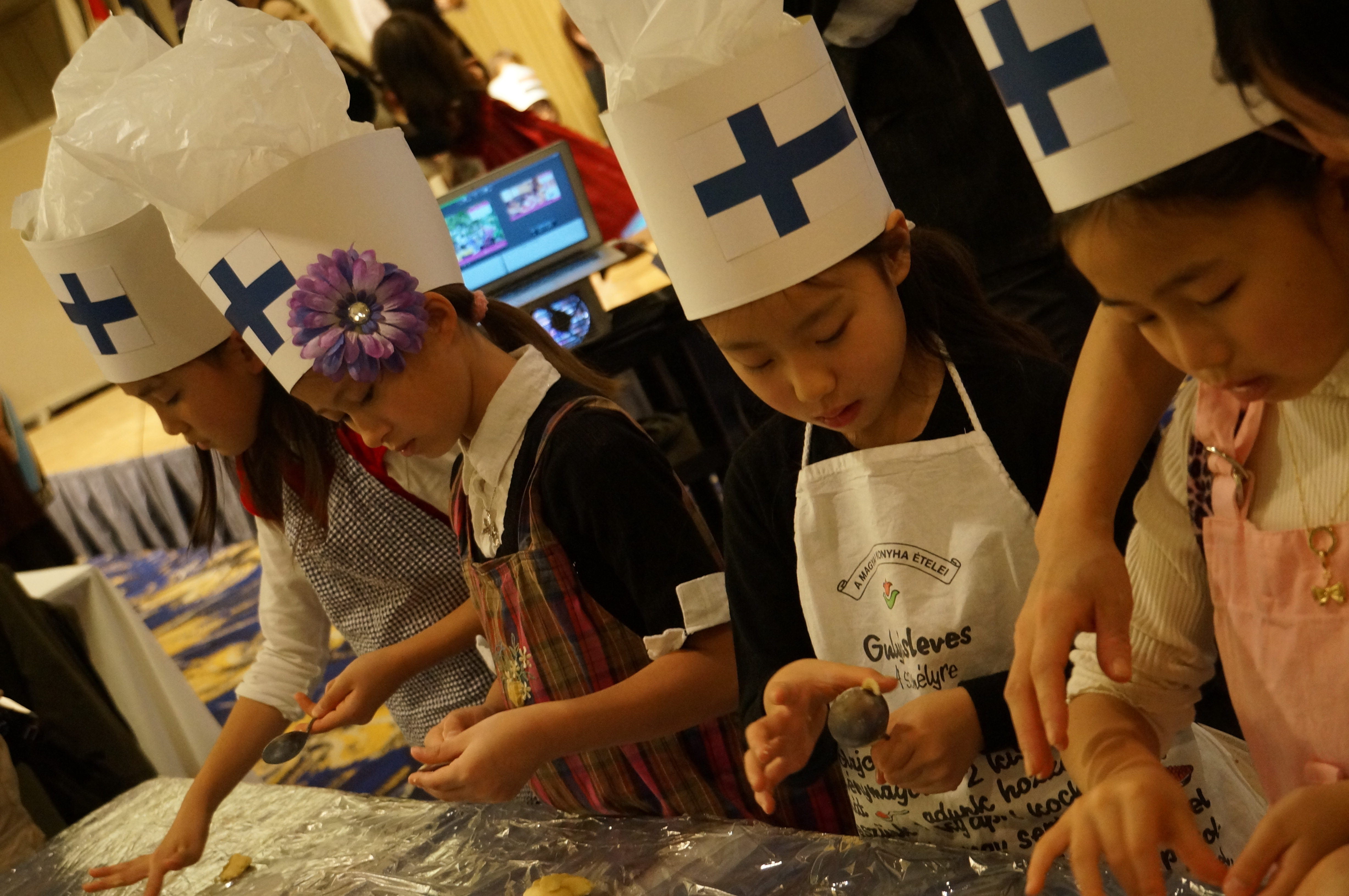
駐日フィンランド大使館とのリトルアンバサダーの様子
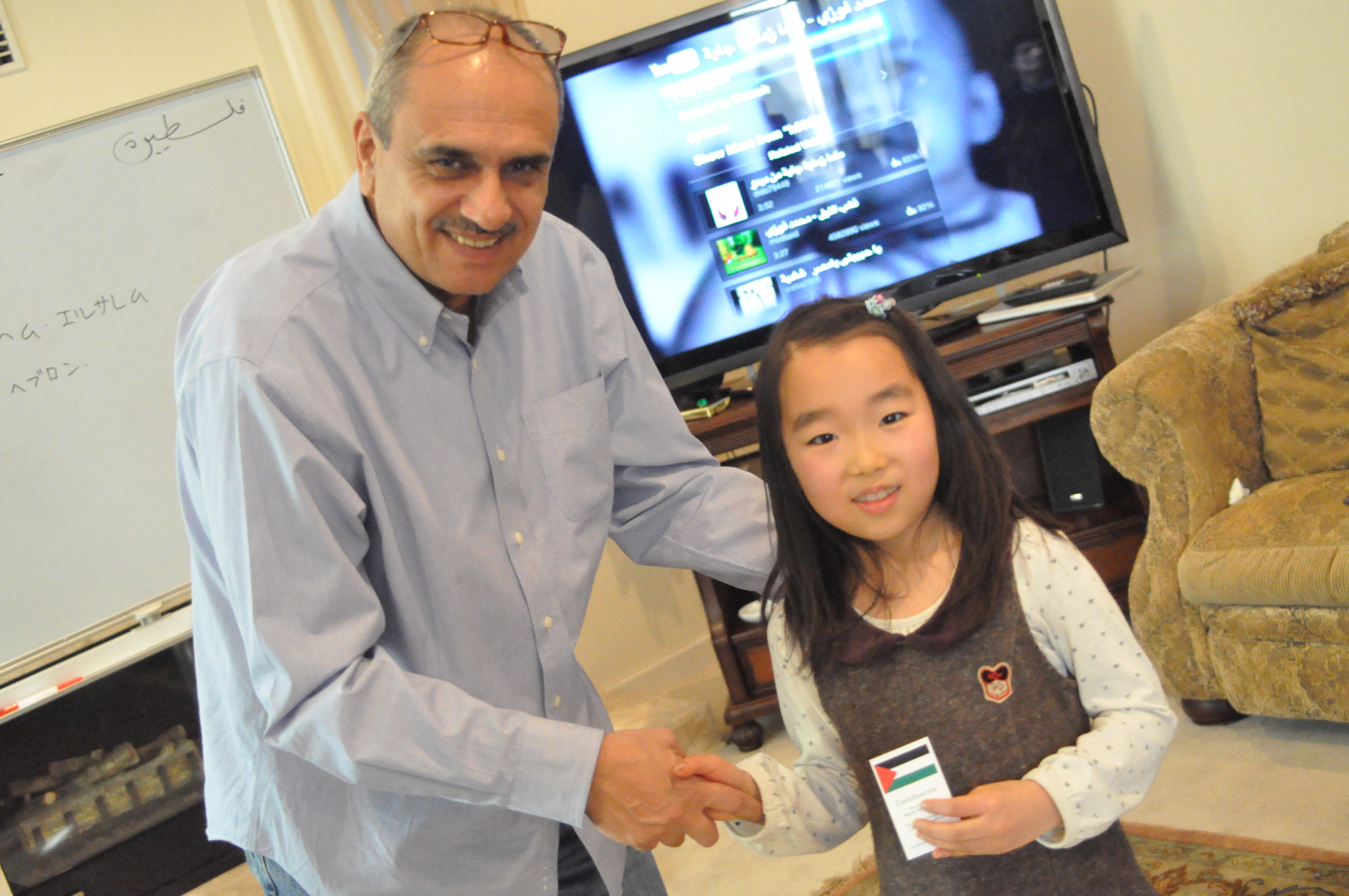
パレスチナ大使公邸でのリトルアンバサダーの様子

- 2009年10月31日、ハンガリー
- 2010年2月27日、ケベック州
- 2010年4月10日、ナイジェリア（会場は大使公邸）
- 2010年5月30日、イラン（会場は大使公邸）
- 2010年6月6日、ハンガリー（会場は東京プリンスホテル）
- 2010年6月27日、インドネシア（会場はインドネシア共和国学校）
- 2010年7月11日、ドミニカ共和国（会場は東京プリンスホテル）
- 2010年8月2日〜8月8日、ケニア（会場は6日が大使館。以外は東京プリンスホテル）
- 2010年9月5日、エチオピア（会場は大使公邸）
- 2010年11月20日、大韓民国（会場は大使館ならびに韓国文化院）
- 2010年12月5日、ブラジル・ドミニカ共和国・エチオピア・ハンガリー（会場は東京プリンスホテル）

同日同会場では複数の国際的なNGOやNPOがブースを出店。特定非営利活動法人ACE（エース）、NPO法人アクセス-共生社会をめざす地球市民の会、特定非営利活動法人アマニ・ヤ・アフリカ、アジアアフリカと共に歩む会、特定非営利活動法人アジアキリスト教教育基金、アフリカ理解プロジェクト、日本インドネシアNGOネットワーク（JANNI）、地球の友と歩む会/LIFE、「めぐこ」－アジアの子どもたちの自立を支える会ー、ムリンディ・ジャパン・ワンラブ・プロジェクト、ナマケモノ倶楽部、特定非営利活動法人オックスファム・ジャパン、NPO法人カンボジアの教育を支える会（PACE）、特定非営利活動法人パレスチナ子どものキャンペーン、ピックサラミハンガリー株式会社、Rupupura moon、特定非営利活動法人ソルト・パヤタス、シェア＝国際保健協力市民の会、社団法人シャンティ国際ボランティア会（SVA)
- 2011年1月15日、ケベック州（会場は東京プリンスホテル）
- 2011年2月6日、フィジー（会場は東京プリンスホテル）
- 2011年3月、日本（会場は東京プリンスホテル）※日本についてのイベントは各国の駐日大使館との交流イベントとして開催→震災により中止が決定
- 2011年4月、ルーマニア（会場は大使館）→　震災により中止が決定
- 2011年5月15日、ハイチ（会場は東京プリンスホテル）
- 2011年6月5日、スーダン（会場は東京プリンスホテル）
- 2011年7月10日、ベネズエラ（会場は東京プリンスホテル）
- 2011年7月15日、エルサルバドル（会場は岩手県釜石市の鵜住居小学校）
- 2010年8月22日〜8月28日、アメリカ合衆国（会場は27日が大使館宿舎。28日が東京ディズニーランド。以外は東京プリンスホテル）
- 2011年9月25日、スーダン、ベネズエラ（会場はお台場）
- 2011年10月16日、エルサルバドル（会場は東京プリンスホテル）
- 2011年11月13日、ポルトガル（会場は東京プリンスホテル）
- 2011年11月20日、日本（会場は東京プリンスホテル）
- 2011年12月3日、ルーマニア（会場は大使館）
- 2011年12月11日、エルサルバドル・スーダン・ハイチ・ハンガリー・ルーマニアの5つの大使館とのホリデーパーティー（会場は東京プリンスホテル）
- 2011年12月18日、ドミニカ共和国の大使館とのホリデーパーティー（会場は福島県郡山市の郡山チサンホテル）
- 2012年1月8日、日本（会場は東京プリンスホテル）
- 2012年1月22日、ドミニカ共和国（会場は東京プリンスホテル）
- 2012年2月6日、エルサルバドル主催の公式レセプション（カルロス・マウリシオ・フネス・カルタヘナ(Carlos Mauricio Funes Cartagena)大統領ならびにバンダ・ギオマル・ピグナト(Vanda Guiomar Pignato)夫人ほか各国駐日大使がご臨席）にて、「リトルアンバサダー of エルサルバドル共和国」の活動→大統領の訪日延期
- 2012年3月3日、ルーマニア（会場は大使館）
- 2012年3月25日、ポストゆとり教育時代の子育てを考える『子どもの未来をつくるプラットフォーム』イベント。基調講演は出井伸之とフィンランド外交官。蛯原英里、堂珍敦子、大葉ナナコ等が登壇。
- 2012年4月15日、エジプト（会場は大使館）
- 2012年5月13日、ザンビア
- 2012年5月27日、ウルグアイ（会場は東京プリンスホテル）
- 2012年6月10日〜隔週、エジプト大使館との「子どものためのアラビア語講座」
- 2012年7月25・27日、大韓民国（会場は大使館ならびに韓国文化院）
- 2012年8月6日〜8月11日、ドイツ連邦共和国（会場は10日が大使館。11日が東京ディズニーランド。以外は東京プリンスホテル）
- 2012年8月13日、ドイツ連邦共和国（会場は大使館）
- 2012年8月27日、エルサルバドル（会場は大使館）
- 2012年8月28日、エジプト（会場は大使館）
- 2012年9月9日、マラウイ（会場は東京プリンスホテル）
- 2012年10月7日、ウガンダ
- 2012年10月7日〜隔週、エジプト大使館との「子どものためのアラビア語講座」（第2期）
- 2012年11月18日、エジプト
- 2012年12月9日、ホリデーパーティー（会場は東京プリンスホテル）。堤晋一・蛯原英里等がワークショップを開催。
- 2013年2月17日、パレスチナ（会場は大使公邸）
- 2013年3月9日、コロンビア（会場は東京プリンスホテル）
- 2013年3月28日、中華人民共和国（会場は大使館）
- 2013年4月21日、アルゼンチン（会場は東京プリンスホテル）
- 2013年4月29日〜5月6日、エジプト（エジプト政府観光局ならびにエジプト大使館のサポートでエジプトで活動）
- 2013年5月19日、アイルランド（会場は大使館）
- 2013年8月5日〜8月10日、欧州連合代表部（会場は9日が大使館。10日が東京ディズニーランド。以外は東京プリンスホテル）。白石康次郎・寺田陽次郎・楠瀬誠志郎・狩野みき等がワークショップを開催。
- 2013年10月13日、タイ王国
- 2013年10月13日〜随時、フィンランド大使館との「HABATAKI STEM PROJECT」。松谷孝征・石黒育・鈴木伸一等の協力でキャラクターやストーリーを考え、ゲームを制作。
- 2013年11月24日、ドミニカ共和国
- 2013年12月8日、アルゼンチン・コロンビア・エジプト・スーダン・フィンランド・欧州連合代表部の大使館とのホリデーパーティー（会場は東京プリンスホテル）。堤晋一・兵藤ゆき等がワークショップを開催。
- 2014年1月12日、ベネズエラ
- 2014年2月20日、オマーン
- 2014年2月23日、エジプト大使館との「子どものためのアラビア語体験」
- 2014年3月16日、ニュージーランド
- 2014年3月26日、フィンランド（会場は大使館）。「HABATAKI STEM PROJECT」の成果を大使に報告。
- 2014年4月6日〜随時、エルサルバドル大使館との「HABATAKI こどものビジネス PROJECT」（会場は大使公邸）
- 2014年4月13日、欧州連合代表部（会場は千葉工業大学東京スカイツリータウンキャンパス）。古田貴之と河森正治とともに、コンテストのローンチセレモニー「launching ceremony of the contest: Find a name for the cute Robot on the wall」を開催。
- 2014年4月20日、スーダン（会場は大使館）
- 2014年5月2日〜5月6日、エジプト・ エルサルバドル・ スーダン・ドミニカ共和国・ペルーの各大使館と肉フェスを開催（主催はFood Nations実行委員会）。Little Ambassadors Committeeの子どもたちがエルサルバドル大使とともにエルサルバドル料理のPRを企画し運営を実践。
- 2014年5月11日、クウェート（会場は大使館）
- 2014年5月25日、ネパール
- 2014年7月12日、ネパール（会場は大使公邸）
- 2014年7月20日、オランダ王国（会場は大使館ならびに大使公邸）
- 2014年8月4日〜8日、中華人民共和国（会場は8日が大使館、以外は東京プリンスホテル）
- 2014年8月11日、インドネシア・エルサルバドル・スーダン・チリ・ニュージーランドの各大使館とSTAND UP SUMMITを開催（主催は東京ビッグサイト）
- 2014年9月7日、ヨルダン
- 2014年9月21日、ヨルダン（会場は大使公邸）
- 2014年10月24日〜11月3日、エジプト・ エルサルバドル・ スーダン・トーゴ・ハンガリー・ペルー・ニュージーランドの各大使館と肉フェスを開催（主催はFood Nations実行委員会）。Little Ambassadors Committeeの子どもたちがエルサルバドル大使とともにエルサルバドル料理のPRを企画し運営を実践。ハンガリーについても企画と運営を実践。
- 2014年12月7日、オランダ王国・エルサルバドル・ドミニカ共和国・ハンガリー・トーゴの大使館とのホリデーパーティー（会場は東京プリンスホテル）。
- 2015年1月25日、インドネシア（会場は大使館）
- 2015年2月8日、ハンガリー
- 2015年3月8日、トーゴ
- 2015年5月17日、ボスニア・ヘルツェゴビナ
- 2015年6月14日、ペルー（会場は大使館）
- 2015年7月21日〜23日、中華人民共和国（会場は23日が大使館、以外は東京プリンスホテル）
- 2015年7月27日〜31日、エルサルバドル他（会場は31日が大使館、以外は東京プリンスホテル）
- 2015年10月17日、ヨルダン
- 2015年10月25日、ヨルダン（会場は港区立男女平等参画センター「リーブラ」）区内在住、在学の小学生とその保護者を対象に「アラブの世界にようこそ！大使夫人と一緒に、親子で知るヨルダン」 を開催。
- 2015年11月15日、パレスチナ（会場は大使公邸）
- 2015年12月6日、各国大使館とのホリデーパーティー（会場は東京プリンスホテル）。
- 2016年1月31日、シリア（会場は大使館）
- 2016年2月21日、イエメン
- 2016年3月6日、モンゴル国
- 2016年4月24日、日本
- 2016年5月22日、マレーシア
- 2016年6月19日、ドミニカ共和国
- 2016年8月22日〜26日、フィンランド（会場は26日が大使館、以外は品川プリンスホテル）
- 2016年10月16日、ギリシャ
- 2016年11月23日、エルサルバドル
- 2016年12月4日、各国大使館とのホリデーパーティー（会場は東京プリンスホテル）。
- 2017年1月29日、日本
- 2017年3月21日、欧州連合（会場は大使館）「EU JAPAN Friendship Day」 を開催。
- 2017年4月23日、メキシコ

## リトルアンバサダー倶楽部
リトルアンバサダーの活動を、継続的に支援する環境をつくるためにクラブ組織ができている。クラブ組織では、お互いを認めあうリコグニションの環境が用意され、具体的に行動を起こした子どもを評価する仕組みがある。
- ファイブスマイル制度：リトルアンバサダー・プログラムが大切にしている6つの視点＝「SMILES」から、すばらしい行動をしている子供たちを表彰する制度。SMILESは、東京ディズニーランドを総合プロデュースした堀貞一郎が創業したエル・エー・シー社が構築したもの。
  - Sensibility: すばらしい感性。感動できる心
  - Mind: お友達を思いやる気持ち。伝える力
  - Imagination: 人の気持ち・行動の結果を想像する力
  - Love: やさしさ・愛情のある行動
  - Enjoyment: 喜びをわかちあう・与えあう行動
  - Smile: すばらしい笑顔・あいさつ

- リトルアンバサダー・スピリット・アワード制度：リトルアンバサダーの精神をもち、リトルアンバサダーにふさわしい行動をしている子供たちを表彰する制度。

- グレードアップ制度：リトルアンバサダーのプログラム参加経験数によって表彰する制度
- ランゲージピン制度：基本的な文化と表現を身につけていることを表彰する制度

## 主催組織
- 名称：International Women's Club JAPAN
- 名称（英文）：International Women's Club JAPAN（英文略称「IWCJ」）

- 代表理事：竹村真紀子（IWC-ASIA理事 兼 事務局長。日韓中を中心にグローバルマインドをもつ家族で構成される俱楽部を運営し、アジア圏でのビジネスマッチングを推進するとともに、次世代がアジア人としてグローバルに活躍できるよう、駐日大使館の協力を得て、子供向けにリトルアンバサダー・プログラムを開催。2013年にはヒーローズエデュテイメント株式会社（代表：秋沢志篤）取締役に就任。日本を代表するヒーロー達による子供向けプログラムの海外展開を企画・推進。国際機関で海外人向けの「日本のビジネスマナー」研修を担当。東洋経済オンラインでは、「日本人が知らないグローバル接待の作法」を連載中）
- 理事：寺脇加恵　（株式会社ビューティバー フードディレクター＆ケータリングシェフ。ナイジェリア大使館等各国大使館のイベントケータリング等も手がけ、2011年FOODEXではアメリカ大使館農産物貿易事務所にて、マーケティングシェフを担当。同月、練馬区認可「まちの保育園」食の顧問に就任、保育園児向けのフードプログラムを開発。他、大学研究機関と共同開発にて「抗疲労食」に関するオリジナルメソッドを開発中）
- 理事：大崎麻子（大崎麻子事務所代表。国際連合開発計画(UNDP)NY本部開発政策局にて、ジェンダーと女性のエンパワーメントを担当。世界各地で数多くのプロジェクトを手掛けた。現在、フリーの開発政策・ジェンダー専門家として、政府関係機関、国際機関、NGOなどで幅広く活動中。関西学院大学客員教授、聖心女子大学非常勤講師、港区男女平等参画推進委員、中田英寿のTake Action Foundation評議）
- 理事：小門裕幸（法政大学教授）

- 特別顧問：和気邦夫（インド、パキスタン、ナイジェリアなど世界各地の国連児童基金（UNICEF）事務所に勤務した後、国際連合開発計画（UNDP）国連開発グループ事務局次長、国際連合人口基金(UNFPA)事務局次長を歴任。現在、関西学院大学総合政策学部客員教授）
- 特別顧問：裵東徹（ベ・ドンチョル。Black Diamond Club 代表で日韓中で活躍する未来人才育成の教育家。アジア未来人才研究所を設立して次世代の経営と人材育成について研究。アジア未来人才研究所は、韓国政府機関である韓国情報化振興院との共同研究を実施し未来社会の予測および、それに対するソリューションを開発している。また全国経済連合(※日本の経団連にあたる)で企業家及び役員対象のワークショップおよび未来創造革新を主題とした講義を開催している。2007年にはパックスアジア時代を主導するリーダーズネットワークである Black Diamond Club を設立。企業家としても幾多の実績を残し、2000年に観光産業発展に寄与した功労として企業家として最年少で大韓民国大統領表彰(外貨獲得実績)を受けている。2011年1月に著作の「2030年 富の未来図」が日本で翻訳出版され Amazon 書籍部門で総合1位となった。現在は中国の北京に居住）

- 特別顧問：岸本昌子（財団法人日本国際協力センター 理事）

- 事務所の所在地：東京都港区元麻布1-2-23